# プロフェッショナル 仕事の流儀
『プロフェッショナル 仕事の流儀』（プロフェッショナル しごとのりゅうぎ）は、NHK総合テレビジョンで2006年1月10日から放送されている情報・ドキュメンタリー番組である。

## 概要
番組概要
開始当初は脳科学者の茂木健一郎と、出演当時はNHKアナウンサーであった住吉美紀が、パーソナリティを務め、放送回ごとにテーマとなる仕事にスポットライトを当て、その仕事に情熱を傾ける“プロフェッショナルの中のプロフェッショナル”をスタジオに招き、その仕事振りや仕事における信念などを、ドキュメンタリー映像とインタビューで多角的に紹介する番組であった。ドキュメントコーナーの語り手は橋本さとし。
また、不定期特集として、茂木が注目したプロフェッショナル達に共通する仕事術や哲学を誰にでも使えるノウハウとして、脳科学的に解説する「脳活用法スペシャル」も放送。茂木のCGキャラクターによる概要説明、特設スタジオでの質疑応答といったコーナーも設けられていた。
住吉美紀
住吉の率直なリアクションも当番組の特徴となっていた（第17回の清水市立商業高等学校サッカー部監督・大瀧雅良が1998年のサッカーワールドカップアジア予選を戦う教え子たちに送ったファクスのエピソードや第26回・第34回・「明日から使える“仕事術”スペシャル Part3」で涙を流した）。また、スペシャル番組の一つでありプロ達が持つ独自の仕事術を紹介する「明日から使える“仕事術”スペシャル」では制作にも関わり、取材やディレクターまでも担当した（エンディングクレジットではディレクターとしても明記された）。
住吉は当番組を降板した際に、フジテレビ系列『明石家サンタの史上最大のクリスマスプレゼントショー』に「不幸話」として電話しようとしたが止められたことを、フリーアナウンサー転身後に同じく明石家さんまが司会を務める日本テレビ系列『踊る!さんま御殿!!』スペシャル（2014年4月29日放送分）にゲスト出演した際に明かした。
番組開始までの流れ
『プロジェクトX〜挑戦者たち〜』の後継番組である。当初は同番組が放送されていた火曜21:15 - 21:58に放送されていたが、2006年4月の改編で同月6日から木曜22:00 - 22:44に変更され、そして2007年3月27日から放送時間が火曜 22:00 - 22:44に再度変更となった。
なお、この番組は2006年からのレギュラー化に先立ち、2004年12月17日に工業デザイナー・深澤直人を取り上げ、パイロット番組として単発で放送された。その際に培ったノウハウがあったからこそ、番組改編期ではない1月から放送開始することが可能となったとも言える（NHKはこうした実験的番組群を「番組たまご」と総称している）。ちなみに、この時の司会は当時福岡局アナウンサー・岡野暁と当時松山局アナウンサー・首藤奈知子、ナレーションは外崎明彦が担当。オープニングとエンディングに「推薦人」という肩書きで大杉漣が出演した。また、スタジオで視聴者が観覧する形式を採り、視聴者からの質問にも答えるコーナーが含まれていた。

## 番組改編
2010年の番組改編
2010年春改編で火曜10時台に連続ドラマ枠ドラマ10（実質ドラマ8と金曜ドラマの枠統合・移動）が新設されるため、3月で一旦終了。再開は10月16日（土曜日）で、この回は20時から新シリーズオープニング「プロフェッショナルが帰ってきた」、ついで21時から新シリーズの実質第1回となる「松本人志スペシャル」を放送。レギュラーはその2日後の18日から毎週月曜22時の放送を開始した。それに先立ち8月19日にスペシャルが放送された。また、同スペシャルの最後でリニューアルと同時に茂木と住吉がレギュラー放送から退き、スペシャル版のみ出演することが発表された。レギュラー版は司会を置かず、現場のドキュメンタリーを中心とし、橋本さとしと、貫地谷しほりによるナレーションの構成になっている。2011年4月4日の放送をもっていったん番組を休止し、10月から再開。
2011年の番組改編
2011年秋改編で半年ぶりに、毎週月曜22時でのレギュラー放送を再開した。番組構成は、2010年秋改編と同様に司会を置かず、現場のドキュメンタリーを中心とし、橋本さとしと、貫地谷しほりによるナレーションの構成になっている。2012年9月24日の放送をもって終了した。
2013年の番組改編
2013年春改編で半年振りに、毎週月曜22時でのレギュラー放送を再開した。10月から解説放送（ステレオ2）を実施。
2016年の番組改編
2016年春改編で、『クローズアップ現代』が、22:00 - 22:25枠に移動するため、当番組は放送時間を25分繰り下げの22:25 - 23:15枠に変更となった。また不定期で月1回、19:30 - 20:43枠で拡大版も放送されている。貫地谷しほりがストーリーテラーも兼務している。2017年5月から2018年2月まで、土曜20:15 - 20:45枠で放送されていた『超絶 凄ワザ!』が不定期で月1回、当番組枠で放送されていた。
2018年の番組改編
2018年春改編で、4分短縮（22:25 - 23:10）となった。
2019年の番組改編
2019年春改編で、火曜22:30 - 23:20枠に移動となった。
2020年の番組改編
2020年春改編で、5分短縮（22:30 - 23:15）となった。
2022年の番組改編
2022年春改編で、金曜22:00 - 22:45枠に移動、レギュラー放送を終了し月1回の特番となった。
2023年の番組改編
2023年春改編で、水曜19:57 - 20:42枠に移動となった。
2024年の番組改編
2024年春改編で、基本月1回放送を終了し不定期の特番となった。（同改編で前身番組の『プロジェクトX』の事実上の再開となる『新プロジェクトX』の放送開始による）

## 放送リスト
※職業の役職は放送当時による。

### 2000年代

#### 2004年12月17日 午後9時15分~午後9時58分に放送されたパイロット版
| 回 | 放送日   | サブタイトル         | 職業                                         | プロ     |
| -- | -------- | -------------------- | -------------------------------------------- | -------- |
| -  | 12月17日 | デザインで心をつかむ | 工業デザイナー 「Naoto Fukasawa Design」代表 | 深澤直人 |

#### 2006年
| 回 | 放送日   | サブタイトル                               | 職業                                                               | プロ                         |
| -- | -------- | ------------------------------------------ | ------------------------------------------------------------------ | ---------------------------- |
| 1  | 1月10日  | "信じる力"が人を動かす                     | 経営者 星野リゾート社長                                            | 星野佳路                     |
| 2  | 1月17日  | ひたむきに"治す人"をめざせ                 | 小児心臓外科医 岡山大学大学院教授（医歯薬学総合研究科）            | 佐野俊二                     |
| 3  | 1月24日  | あたり前が一番むずかしい                   | パティシエ 「イデミ スギノ」オーナーシェフ                         | 杉野英実                     |
| 4  | 1月31日  | ヒットデザインはこうして生まれる           | アートディレクター クリエイティブスタジオ「サムライ」代表          | 佐藤可士和                   |
| 5  | 2月7日   | 人生も仕事もやり直せる                     | 弁護士                                                             | 宇都宮健児                   |
| 6  | 2月14日  | バントはするな、ホームランをねらえ         | 科学者 東京大学大学院教授（工学系研究科物理工学専攻）              | 古澤明                       |
| 7  | 2月28日  | 鳥インフルエンザを封じ込めろ               | WHOメディカルオフィサー                                            | 進藤奈邦子                   |
| 8  | 3月7日   | 不安の中に成功がある                       | 左官・左官技能士 「職人社秀平組」代表                              | 挾土秀平                     |
| 9  | 3月14日  | "なにくそ!"負けたらあかん                  | 予備校講師 駿台予備学校英語担当                                    | 竹岡広信                     |
| 10 | 4月6日   | 自分は信じない 人を信じる                  | プロデューサー スタジオジブリ代表                                  | 鈴木敏夫                     |
| 11 | 4月13日  | 心地よい家は こうして生まれる              | 建築家 日本大学教授                                                | 中村好文                     |
| 12 | 4月20日  | チームの力がヒットを生む〜情熱を伝染させろ | キリンビバレッジ商品企画部長                                       | 佐藤章                       |
| 13 | 4月27日  | 夫と会社は こう育てる                      | ベンチャー経営者 サキコーポレーション社長                          | 秋山咲恵                     |
| 14 | 5月11日  | 修羅場でこそ 笑ってみせる                  | テストドライバー 日産自動車                                        | 加藤博義                     |
| 15 | 5月18日  | 光よ、深きものを照らせ                     | ライティングデザイナー 内原デザイン事務所代表                      | 内原智史                     |
| 16 | 5月25日  | 藤の老木に命を教わる                       | 樹木医・環境緑化コンサルタント あしかがフラワーパーク園長          | 塚本こなみ                   |
| 17 | 6月1日   | 勝つことよりも大事なことがある             | 高校教師 静岡市立清水商業高等学校教員                              | 大瀧雅良                     |
| 18 | 6月22日  | 現場に出ろ、答えはそこにある               | セガゲーム開発部長                                                 | 植村比呂志                   |
| -  | 6月29日  | 明日から使える“仕事術”スペシャル           |                                                                    |                              |
| 19 | 7月6日   | 新しいものは「衝突」から生まれる           | カーデザイナー 「山形工房」代表                                    | 奥山清行                     |
| 20 | 7月13日  | 直感は経験で磨く                           | 棋士                                                               | 羽生善治                     |
| 21 | 7月27日  | 変える勇気 変えない勇気                    | 料理人（板前） 京都「吉兆」三代目                                  | 徳岡邦夫                     |
| 22 | 8月3日   | 恋して泣ける技術者たれ                     | ロボット技術者 千葉工業大学未来ロボット技術研究センター副所長      | 小栁栄次                     |
| -  | 8月10日  | 夏スペシャル ひるまず 壁に立ち向かえ       |                                                                    | スガシカオ 他                |
| 23 | 8月24日  | リスクを取らなきゃ人生は退屈だ             | 経営者 ザインエレクトロニクス社長                                  | 飯塚哲哉                     |
| 24 | 8月31日  | 一瞬の美にすべてを懸ける                   | 花火師 野村花火工業代表                                            | 野村陽一                     |
| 25 | 9月7日   | 笑顔で学べ 傷ついて育て                    | 中学教師（当時） 東出雲町立東出雲中学校教員                        | 田尻悟郎                     |
| 26 | 9月14日  | 医者は人生を手術する                       | 脳神経外科医 旭川赤十字病院部長                                    | 上山博康                     |
| 27 | 10月5日  | 心動かす広告 命宿す写真                    | 写真家                                                             | 上田義彦                     |
| 28 | 10月12日 | ベストセラーは こうして生まれる            | 編集者 幻冬舎最高編集責任者                                        | 石原正康                     |
| 29 | 10月19日 | さらけ出して 熱く語れ                      | 経営者 ローソン社長                                                | 新浪剛史                     |
| 30 | 10月26日 | ヒットの秘密は"トゲ"にあり                 | 玩具企画開発者 株式会社ウィズ 社長                                 | 横井昭裕                     |
| 31 | 11月2日  | 冷静に、心を燃やす                         | 海上保安官 羽田特殊救難基地特殊救難隊隊長                          | 寺門嘉之                     |
| 32 | 11月9日  | 優等生では面白くない                       | ウイスキー調合師 サントリー・チーフブレンダー （品質最終決定権者） | 輿水精一                     |
| 33 | 11月16日 | ゴールにいるのは、新しい自分               | 東海大学陸上部コーチ                                               | 高野進                       |
| -  | 11月23日 | トークスペシャル                           |                                                                    | 羽生善治 スガシカオ 奥山清行 |
| 34 | 11月30日 | いつも心に青空を                           | ユニセフ・タジキスタン代表                                         | 杢尾雪絵                     |
| 35 | 12月7日  | りんごは愛で育てる                         | 農家                                                               | 木村秋則                     |
| 36 | 12月14日 | かあちゃん、命と向き合う                   | 鴨川シーワールド海獣医                                             | 勝俣悦子                     |

#### 2007年
| 回 | 放送日   | サブタイトル                                      | 職業                                                                                 | プロ                                                                                   |
| -- | -------- | ------------------------------------------------- | ------------------------------------------------------------------------------------ | -------------------------------------------------------------------------------------- |
| 37 | 1月11日  | どん底の会社よ、よみがえれ                        | 弁護士                                                                               | 村松謙一                                                                               |
| 38 | 1月18日  | 心のままに、荒野を行け                            | 漫画家                                                                               | 浦沢直樹                                                                               |
| 39 | 1月25日  | がけっぷちの向こうに喝采がある                    | 指揮者                                                                               | 大野和士                                                                               |
| -  | 2月1日   | 明日から使える"仕事術"スペシャル Part2            |                                                                                      |                                                                                        |
| 40 | 2月8日   | 出過ぎた杭は誰にも打てない                        | コンピューター研究者 マサチューセッツ工科大学メディア・ラボ教授                      | 石井裕                                                                                 |
| 41 | 2月15日  | 己を出さず、自分を出す                            | 庭師 北山造園代表 建仁寺専属                                                         | 北山安夫                                                                               |
| 42 | 2月22日  | 迷わず走れ、そして飛び込め                        | 専門看護師 大阪府りんくう総合医療センター市立泉佐野病院勤務                          | 北村愛子                                                                               |
| 43 | 3月1日   | シリコンバレー、疾風怒濤                          | 技術者 NuCORE Technology最高技術責任者                                               | 渡辺誠一郎                                                                             |
| 44 | 3月8日   | 仕事こそが、人を育てる                            | 経営者 ディー・エヌ・エー社長                                                        | 南場智子                                                                               |
| -  | 3月15日  | トークスペシャル Part2                            |                                                                                      | 浦沢直樹 大野和士                                                                      |
| 45 | 3月27日  | 映画を創る 〜宮崎駿・創作の秘密〜                 | スタジオジブリ取締役映画監督                                                         | 宮崎駿                                                                                 |
| 46 | 4月3日   | 人の中で、人は育つ                                | 中学教師 東京都足立区立蒲原中学校教諭                                                | 鹿嶋真弓                                                                               |
| 47 | 4月10日  | "負ける"ことから独創が生まれる                    | 建築家 隈研吾建築都市設計事務所代表                                                  | 隈研吾                                                                                 |
| 48 | 4月17日  | イヌは人生のパートナー                            | 盲導犬訓練士 日本盲導犬協会訓練士学校教務長                                          | 多和田悟                                                                               |
| 49 | 4月24日  | 自分を信じる強さをもて                            | バレリーナ ロイヤル・バレエ団プリンシパル及びKバレエカンパニー所属                   | 吉田都                                                                                 |
| -  | 5月1日   | 明日から使える"仕事術"スペシャル Part3            |                                                                                      |                                                                                        |
| 50 | 5月8日   | 勝負の決断はこうして下せ                          | 経営者 エルピーダメモリ代表取締役社長・CEO                                           | 坂本幸雄                                                                               |
| 51 | 5月15日  | 未来を見すえる者が勝つ                            | 中央競馬調教師                                                                       | 藤沢和雄                                                                               |
| 52 | 5月22日  | 誇りは自分で創り出す                              | ブックデザイナー 鈴木成一デザイン室代表                                              | 鈴木成一                                                                               |
| -  | 5月29日  | トークスペシャル Part3 リーダーたちは、かく語りき | 7.米GoogleCEO                                                                        | 1.坂本幸雄 2.鈴木敏夫 3.佐藤章 4.南場智子 5.新浪剛史 6.星野佳路 7.エリック・シュミット |
| 53 | 6月5日   | 暗中模索、未来創造                                | 空間デザイナー 吉岡徳仁デザイン事務所代表                                            | 吉岡徳仁                                                                               |
| 54 | 6月12日  | 棟梁の器は、人生の深さ                            | 宮大工・建築士 社寺工舎代表                                                          | 菊池恭二                                                                               |
| 55 | 6月19日  | 熟成の向こうに、極上がある                        | レストラン「マクシバン」ソムリエ                                                     | 佐藤陽一                                                                               |
| 56 | 7月3日   | 365日24時間、医者であれ                           | 外科医 東京大学医学部教授（肝・胆・膵外科科長）                                      | 幕内雅敏                                                                               |
| 57 | 7月10日  | 人事を尽くして、鬼になる                          | 鬼師（鬼瓦職人） 美濃邉鬼瓦工房代表                                                  | 美濃邉惠一                                                                             |
| 58 | 7月17日  | 名門の味は、気持ちでつくる                        | 帝国ホテル総料理長                                                                   | 田中健一郎                                                                             |
| 59 | 7月24日  | 失敗の数だけ、人生は楽しい                        | 農家 合鴨農法発案者                                                                  | 古野隆雄                                                                               |
| -  | 7月31日  | トークスペシャル Part4 職人達の流儀スペシャル     |                                                                                      | 野村陽一 菊池恭二 挾土秀平 北山安夫                                                    |
| 60 | 8月28日  | 命の神秘によりそって                              | 助産師 みづき助産院院長                                                              | 神谷整子                                                                               |
| 61 | 9月4日   | 挑み続ける者だけが、頂に立つ                      | 靴職人 「靴工房GUILD」マスタークラフツマン                                           | 山口千尋                                                                               |
| 62 | 9月11日  | 空の伝説 試練の海へ                               | 海上保安官 ヘリコプター操縦士                                                        | 森公博                                                                                 |
| 63 | 9月18日  | 地の果てにこそ、真実がある                        | 生物学者 広島大学大学院准教授（生物圏科学研究科）                                    | 長沼毅                                                                                 |
| -  | 9月29日  | 番外編 命の現場に立つものたち                     |                                                                                      | 上山博康 北村愛子 佐野俊二                                                             |
| -  | 10月2日  | トークスペシャル Part5 特集 命あるものと向き合う  |                                                                                      | 古野隆雄 多和田悟 勝俣悦子 藤沢和雄                                                    |
| 64 | 10月9日  | あえて、困難な道を行け                            | 環境金融コンサルタント 三菱UFJ証券クリーンエネルギー・ファイナンス室 主任研究員      | 吉高まり                                                                               |
| 65 | 10月16日 | 背伸びが、人を育てる                              | 京都市立堀川高等学校校長                                                             | 荒瀬克己                                                                               |
| -  | 10月23日 | 明日から使える"仕事術"スペシャル Part4            |                                                                                      |                                                                                        |
| 66 | 10月30日 | 見えない心に、よりそって                          | 自閉症支援者 特定非営利活動法人「それいゆ」 それいゆ自閉症支援専門家養成センター所長 | 服巻智子                                                                               |
| 67 | 11月6日  | 愛と覚悟のヒットメーカー                          | 漫画編集者・原作者 小学館「ビッグコミックスピリッツ」編集長                          | 長崎尚志                                                                               |
| 68 | 11月13日 | 魂の職人 希望の道具                               | 義肢装具士 株式会社佐喜眞義肢代表                                                    | 佐喜眞保                                                                               |
| 69 | 11月20日 | あきらめないから、美しい                          | モッズヘアサロン所属ヘアメイクアーティスト                                           | 加茂克也                                                                               |
| -  | 11月27日 | トークスペシャル Part6 クリエイターたちの言葉     |                                                                                      | 佐藤可士和 吉岡徳仁 鈴木成一 隅研吾                                                    |
| 70 | 12月4日  | 仕事は体で覚えるな                                | 文化財修理技術者 株式会社宇佐見松鶴堂表具師                                          | 鈴木裕                                                                                 |
| 71 | 12月11日 | きのうの自分をこえてゆけ                          | 絵本作家                                                                             | 荒井良二                                                                               |
| 72 | 12月18日 | アートは人を"自由"にする                          | 東京都現代美術館キュレーター                                                         | 長谷川祐子                                                                             |
| -  | 12月25日 | クリスマススペシャル 「心に響いた流儀」特集       |                                                                                      | 星野佳路 杉野英実 羽生善治                                                             |

#### 2008年
| 回  | 放送日   | サブタイトル                                  | 職業                                                                                       | プロ                       |
| --- | -------- | --------------------------------------------- | ------------------------------------------------------------------------------------------ | -------------------------- |
| 73  | 1月2日   | イチロースペシャル 知られざる闘いの記録       | メジャーリーガー シアトル・マリナーズ所属                                                  | イチロー                   |
| 74  | 1月8日   | 修業は、一生終わらない                        | 寿司職人 「すきやばし次郎」店主                                                            | 小野二郎                   |
| 75  | 1月15日  | 妥協なき日々に、美は宿る                      | 歌舞伎役者                                                                                 | 坂東玉三郎                 |
| -   | 1月22日  | イチロートークスペシャル                      | メジャーリーガー シアトル・マリナーズ所属                                                  | イチロー                   |
| 76  | 1月29日  | リーダーは、太陽であれ                        | 日揮・石油プラント建設現場所長 サウジアラビア・「ペトロラービグ・プロジェクト」担当        | 高橋直夫                   |
| 77  | 2月5日   | 若き求道者、未踏の地へ                        | フレンチレストラン「カンテサンス」シェフ                                                   | 岸田周三                   |
| 78  | 2月12日  | 心揺さぶる歌は、こうして生まれる              | 音楽プロデューサー ハーフトーンミュージック&システムズ所属                                 | 武部聡志                   |
| 79  | 2月19日  | あきらめなければ、失敗ではない                | 経営者 株式会社片山商店社長                                                                | 片山象三                   |
| 80  | 3月4日   | 信頼の上にこそ、組織は輝く                    | スポーツチームゼネラルマネージャー グルノーブル・フット38所属                              | 祖母井秀隆                 |
| 81  | 3月11日  | 向き合うのは、命の鼓動                        | 心臓内科医 小倉記念病院院長                                                                | 延吉正清                   |
| 82  | 4月1日   | ワンクリックで、世界を驚かせ                  | ウェブデザイナー                                                                           | 中村勇吾                   |
| 83  | 4月8日   | 隊長は背中で指揮をとる                        | 消防吏員 東京消防庁六消防方面本部消防救助機動部隊（ハイパーレスキュー） 部隊長・消防司令補 | 宮本和敏                   |
| 84  | 4月15日  | 輝け社員、よみがえれ会社                      | コンサルタント PEC産業教育センター所長                                                     | 山田日登志                 |
| 85  | 4月22日  | 不屈のリーダー、極寒の海へ                    | 水産加工船工場長 Alaska Ocean号ファクトリーマネージャー                                    | 吉田憲一                   |
| -   | 4月29日  | 茂木健一郎の脳活用法スペシャル                |                                                                                            | 茂木健一郎                 |
| 86  | 5月13日  | 気負わず、おごらず、立ち止まらず              | 映画監督・演出家                                                                           | 堤幸彦                     |
| 87  | 5月20日  | 患者の無念、命の闘い                          | 弁護士                                                                                     | 鈴木利廣                   |
| 88  | 5月27日  | 人は強い、希望は消えない                      | 国際公務員 国際連合難民高等弁務官事務所（UNHCR）ウガンダ・リラ地域事務局長                 | 高嶋由美子                 |
| -   | 6月3日   | トークスペシャル Part7                        |                                                                                            | 坂東玉三郎 吉田都 武部聡志 |
| 89  | 6月10日  | 野生の命を、あきらめない                      | 獣医師 猛禽類医学研究所代表                                                                | 齊藤慶輔                   |
| 90  | 6月17日  | 一葉入魂、本分を尽くす                        | 茶師 やまはち株式会社前田幸太郎商店専務取締役                                              | 前田文男                   |
| 91  | 6月24日  | 希望は、必ず見つかる                          | 淀川キリスト教病院ホスピスガン看護専門看護師                                               | 田村恵子                   |
| 92  | 7月8日   | チームは“背中”と“口”で引っ張る                | プロ野球選手 東京ヤクルトスワローズ所属                                                    | 宮本慎也                   |
| 93  | 7月15日  | ライバルスペシャル 最強の二人、宿命の対決     | 棋士                                                                                       | 羽生善治 森内俊之          |
| 94  | 7月22日  | ハンマー一筋、新幹線を作る                    | 板金工 山下工業所・第一工場長                                                              | 国村次郎                   |
| -   | 8月5日   | スペシャル 宮崎駿のすべて 〜ポニョ密着300日〜 | 映画監督                                                                                   | 宮崎駿                     |
| 95  | 8月26日  | つきつめろ、そして、つきぬけろ                | 科学者 慶應義塾大学理工学部教授                                                            | 小池康博                   |
| 96  | 9月2日   | 北京五輪スペシャル 攻めの泳ぎが、世界を制した | 東京スイミングセンター競泳コーチ                                                           | 平井伯昌                   |
| 97  | 9月9日   | 古都の雅、菓子のこころ                        | 京菓子職人 「亀屋末富」三代目主人                                                          | 山口富藏                   |
| 98  | 9月16日  | はみ出し者が、道をひらく                      | 大腸内視鏡医 昭和大学医学部教授 昭和大学横浜市北部病院副院長兼消化器センター長             | 工藤進英                   |
| -   | 9月23日  | 食の秋スペシャル プロフェッショナルのレシピ   |                                                                                            | 小野二郎 前田文男 岸田周三 |
| 99  | 10月7日  | すべて、動物から教わった                      | 上野動物園飼育課員                                                                         | 細田孝久                   |
| 100 | 10月14日 | 笑いの奥に、人生がある                        | 落語家                                                                                     | 柳家小三治                 |
| -   | 10月21日 | 100回記念 プロに学べ! 脳活用法スペシャル      |                                                                                            | 茂木健一郎                 |
| 101 | 10月28日 | 夢を恐れず、走り続けろ                        | テルモ執行役員兼Terumo Heart最高執行責任者                                                 | 野尻知里                   |
| -   | 11月11日 | トークスペシャル Part8                        |                                                                                            | 宮崎駿 平井伯昌 柳家小三治 |
| 102 | 11月18日 | 介護は、ファンタジー                          | 介護士 グループホーム「ふぁみりえ」ホーム長                                                | 大谷るみ子                 |
| 103 | 12月2日  | 挑み続ける者に、限界はない                    | JRA騎手                                                                                    | 武豊                       |
| 104 | 12月9日  | 悔しさを、情熱に                              | バレエダンサー ボリショイ・バレエ団ソリスト（独演者）                                      | 岩田守弘                   |

#### 2009年
| 回  | 放送日   | サブタイトル                                              | 職業                                                                   | プロ       |
| --- | -------- | --------------------------------------------------------- | ---------------------------------------------------------------------- | ---------- |
| 105 | 1月6日   | 腕一本、それが男の生きる道                                | 金属加工技術者 北嶋絞製作所へら絞り職人                                | 松井三都男 |
| 106 | 1月13日  | “いい人生やった”その一言のために                          | 医師 名田庄診療所所長                                                  | 中村伸一   |
| 107 | 1月20日  | まぐろ一徹、意地を張れ                                    | マグロ仲買人 フジタ水産社長                                            | 藤田浩毅   |
| 108 | 2月3日   | 森に生きる、山に教わる                                    | 日吉町森林組合参事                                                     | 湯浅勲     |
| 109 | 2月10日  | ロマンに生きても、いいじゃないか                          | 考古学者 愛知県立大学大学院国際文化研究科教授                          | 杉山三郎   |
| 110 | 2月17日  | 空を守る、不動の男                                        | 東京国際空港航空管制官 国土交通省東京航空局東京空港事務所主幹          | 堀井不二夫 |
| 111 | 2月24日  | 人間、死ぬまで勉強                                        | 料理人 料亭「京味」亭主                                                | 西健一郎   |
| 112 | 3月10日  | 絆が、人を生かすから                                      | 東八幡キリスト教会牧師 NPO法人北九州ホームレス支援機構理事長           | 奥田知志   |
| 113 | 3月17日  | 『成長』という名の勝利がある                              | プロサッカー選手 サッカー日本代表 横浜F・マリノス所属                  | 中澤佑二   |
| -   | 3月31日  | プロに学べ!脳活用法スペシャル これが“育て”の極意だ!       |                                                                        | 茂木健一郎 |
| 114 | 4月7日   | まだ見ぬ未来を、想像せよ                                  | 建築家 伊東豊雄建築設計事務所代表                                      | 伊東豊雄   |
| 115 | 4月14日  | すべてを捧げて、命をつなぐ                                | 血管外科医 東京慈恵会医科大学外科学講座統括責任者・教授                | 大木隆生   |
| 116 | 4月21日  | 銃よ、憎しみよ、さようなら                                | 日本紛争予防センター事務局長                                           | 瀬谷ルミ子 |
| 117 | 4月28日  | 不安の先に、光明はある                                    | 美術品梱包輸送技能者 日本通運関西美術品支店職員                        | 海老名和明 |
| 118 | 5月19日  | “ばかもの”が、うねりを起こす                              | 内閣官房事務官 地域活性化統合事務局企画官                              | 木村俊昭   |
| 119 | 5月26日  | 石ころだって、宝になる                                    | 材料科学者 東京工業大学応用セラミックス研究所教授                      | 細野秀雄   |
| 120 | 6月2日   | 誇りと夢は、自らつかめ                                    | 農業経営者 農事組合法人和郷園代表理事                                  | 木内博一   |
| 121 | 6月9日   | 人生によりそい、がんと闘う                                | 乳腺外科医 聖路加国際病院乳腺外科部長・ブレストセンター長              | 中村清吾   |
| 122 | 6月16日  | 沈黙の海で、生命を撮る                                    | 水中写真家                                                             | 中村征夫   |
| 123 | 6月30日  | 夢を語れ、不可能を超えろ                                  | 技術者 本田技研工業 技術研究所 四輪開発センター 企画室 上席研究員      | 藤本幸人   |
| 124 | 7月7日   | 魂をゆさぶる顔は、こうして作る                            | 特殊メイクアーティスト メイクアップディメンションズ代表                | 江川悦子   |
| -   | 8月25日  | 逆境からの復活スペシャル みな、どん底からはい上がってきた |                                                                        |            |
| 125 | 9月8日   | ドクターヘリ、攻めの医療で命を救え                        | 医師 日本医科大学千葉北総病院救命救急センター ドクターヘリ乗員・救急医 | 松本尚     |
| 126 | 9月15日  | 闘いの螺旋、いまだ終わらず                                | 漫画家 『SLAMDUNK』作者 I.T.PLANNING代表                               | 井上雄彦   |
| -   | 9月29日  | スペシャル 新型インフルエンザを食い止める                 | 医師 世界保健機関ジュネーブ本部専門官                                  | 進藤奈邦子 |
| 127 | 10月6日  | 立ち止まり、足るを知る                                    | 酪農家 三友牧場・三友牧場チーズ工房オーナー                            | 三友盛行   |
| 128 | 10月13日 | 守るのは、働く者の誇り                                    | 弁護士                                                                 | 村田浩治   |
| -   | 10月20日 | プロに学べ!脳活性法スペシャル 脳の老化を吹っ飛ばせ        |                                                                        |            |
| 129 | 11月10日 | 人が変われば、会社は変わる                                | 経営者 成城石井社長                                                    | 大久保恒夫 |
| 130 | 11月17日 | リハビリが、人生を面白くする                              | 作業療法士 「夢のみずうみ村」代表                                      | 藤原茂     |
| 131 | 11月24日 | 人気ショップは、こうして生まれる                          | インテリアデザイナー                                                   | 片山正通   |

### 2010年代

#### 2010年
| 回  | 放送日   | サブタイトル                                 | 職業                                                                                                   | プロ       |
| --- | -------- | -------------------------------------------- | --- | ---------- |
| -   | 1月2日   | 正月特集 龍馬伝×プロフェッショナル           | 俳優                                                                                                   | 福山雅治   |
| 132 | 1月5日   | 命の農場で、土に生きる                       | 農家 霜里農場オーナー                                                                                  | 金子美登   |
| 133 | 1月12日  | あきらめなければ、道はひらける               | 技術者 日本アイ・ビー・エム東京基礎研究所アクセシビリティ・リサーチ 主席研究員                         | 浅川智恵子 |
| 134 | 1月19日  | 最後の希望、覚悟の手術                       | 外科医 コロンビア大学肝臓小腸移植外科部長                                                              | 加藤友朗   |
| 135 | 2月2日   | サラリーマンは、スジを通せ                   | 鉄道員 東京地下鉄鉄道本部運転部輸送課主任                                                              | 牛田貢平   |
| 136 | 2月9日   | 定時制高校、明日への一歩                     | 香川県立観音寺第一高等学校教諭                                                                         | 岡田倫代   |
| 137 | 2月16日  | 若きプリンス、生命の謎に挑む                 | 研究者 独立行政法人理化学研究所 発生・再生科学総合研究センター システムバイオロジー研究チーム リーダー | 上田泰己   |
| -   | 2月23日  | 道具こそ命!「プロの道具」スペシャル          | |            |
| 138 | 2月16日  | 出動せよ 雲上のレスキュー隊                  | 警察官 富山県警察山岳警備隊分隊長・巡査部長                                                            | 山田智敏   |
| 139 | 3月9日   | 魂の酒、秘伝の技                             | 鹿野酒造杜氏                                                                                           | 農口尚彦   |
| 140 | 3月16日  | どんなときでも、命は輝く                     | 訪問看護師 白十字在宅ボランティアの会                                                                  | 秋山正子   |
| 141 | 3月23日  | スペシャル キング・カズ 走り続ける理由がある | プロサッカー選手 横浜FC所属                                                                            | 三浦知良   |
| 142 | 8月19日  | 市川海老蔵スペシャル 荒ぶる魂、覚悟の舞台へ  | 歌舞伎役者                                                                                             | 市川海老蔵 |
| 143 | 10月16日 | 松本人志スペシャル                           | お笑い芸人                                                                                             | 松本人志   |
| 144 | 10月18日 | 絆を、最高のメスに                           | 医師 京都大学医学部附属病院呼吸器外科医                                                                | 伊達洋至   |
| -   | 10月25日 | スペシャル 世界のプリマ 最後の闘いの日々     | バレリーナ                                                                                             | 吉田都     |
| 145 | 11月1日  | 苦労の数だけ、人生は実る                     | 農家 農業生産法人有限会社ヒーロー栽培技術統括責任者                                                    | 石井稔     |
| 146 | 11月8日  | 北島康介 未知の世界へ                        | 競泳選手                                                                                               | 北島康介   |
| 147 | 11月15日 | はいつくばれ、その先に真実がある             | 警察官 群馬県警察交通部交通指導課交通捜査室交通事故鑑識官・警部                                        | 池森昭     |
| 148 | 11月22日 | 母の覚悟で、ピカソに挑む                     | 絵画修復家 IWAI ART保存修復研究所代表取締役                                                            | 岩井希久子 |
| 149 | 11月29日 | “自分”を消して、ヒットを生み出す             | グラフィックデザイナー 佐藤卓デザイン事務所代表                                                        | 佐藤卓     |
| 150 | 12月6日  | 自分にしかできない、仕事がある               | 社会起業家 株式会社アバンティ代表取締役                                                                | 渡邊智恵子 |
| 151 | 12月13日 | 山谷の街で、命によりそう                     | 看護師 NPO法人きぼうのいえ看護主任                                                                     | 山本美恵   |
| 152 | 12月20日 | 試練が自分を強くする                         | プロボクサー 真正ボクシングジム所属                                                                    | 長谷川穂積 |

#### 2011年
| 回  | 放送日   | サブタイトル                                                | 職業                                                                              | プロ       |
| --- | -------- | ----------------------------------------------------------- | --------------------------------------------------------------------------------- | ---------- |
| 153 | 1月10日  | "夢の医療"に挑む                                            | 再生医療工学者 東京女子医科大学先端生命医科学研究所所長・教授                     | 岡野光夫   |
| 154 | 1月24日  | 涙も笑いも、力になる                                        | 院内学級教諭 東京都品川区立清水台小学校昭和大学病院内さいかち学級教諭             | 副島賢和   |
| 155 | 2月7日   | 漁の神様、誉れの一本釣り                                    | マグロ漁師                                                                        | 山崎倉     |
| 156 | 2月14日  | 時代を超えろ、革命を起こせ                                  | フリーランスグラフィックデザイナー・アートディレクター                            | 石岡瑛子   |
| 157 | 2月21日  | 売れるデパ地下は、こう作る                                  | 百貨店デパ地下開発者 西武百貨店池袋本店員                                         | 内山晋     |
| 158 | 2月28日  | 情熱が、ビジネスを動かす                                    | 広報・PR担当者 株式会社WAG代表、エファップ・ジャポン校長                          | 伊藤美恵   |
| 159 | 3月7日   | 意志あるところに、道は拓ける                                | 中華料理人 「開化亭」オーナーシェフ                                               | 古田等     |
| -   | 3月28日  | 言葉のチカラスペシャル プロフェッショナルに勇気をくれた言葉 |                                                                                   |            |
| 160 | 4月4日   | スペシャル 列車は、走るビックリ箱                           | インダストリアルデザイナー 株式会社ドーンデザイン研究所代表取締役                 | 水戸岡鋭治 |
| 161 | 10月10日 | SMAP スペシャル 挑み続ける5人のすべて                       |                                                                                   | SMAP       |
| 162 | 10月17日 | 「生きたい」その願いのために                                | 血液内科医 国家公務員共済組合連合会虎の門病院血液内科部長                         | 谷口修一   |
| 163 | 10月24日 | 料理の力を、信じている                                      | 料理家                                                                            | 栗原はるみ |
| 164 | 10月31日 | 信頼は、己れの全てでつかみ取る                              | 食品スーパー経営者 福島屋会長                                                     | 福島徹     |
| 165 | 11月7日  | 追い込まれなきゃ、おもしろくない                            | 脚本家                                                                            | 三谷幸喜   |
| 166 | 11月14日 | 這い上がれ、世界の頂へ                                      | プロサッカー選手 サッカー日本代表 CSKAモスクワ所属                                | 本田圭佑   |
| 167 | 11月21日 | 不屈の課長、情熱を力に                                      | 双日株式会社化学品・機能素材部門化学品本部 資源化学品部エレクトロマテリアル課課長 | 片野裕     |
| 168 | 11月28日 | 突き詰めた先に、美は生まれる                                | 数寄屋大工 株式会社安井杢工務店棟梁                                               | 齋藤光義   |
| 169 | 12月5日  | 極限の宇宙、コマンダーへの道                                | 宇宙飛行士                                                                        | 若田光一   |
| 170 | 12月12日 | それでも、海を信じている                                    | カキ養殖者 有限会社水山養殖場代表取締役                                           | 畠山重篤   |
| 171 | 12月19日 | 独創力こそ、工場の誇り                                      | 町工場経営者 株式会社セルビック代表取締役                                         | 竹内宏     |

#### 2012年
| 回  | 放送日   | サブタイトル                                                              | 職業                                                                                     | プロ              |
| --- | -------- | ------------------------------------------------------------------------- | ---------------------------------------------------------------------------------------- | ----------------- |
| 172 | 1月16日  | 子供を鍛える、母の給食                                                    | 管理栄養士 置戸町学校給食センター                                                        | 佐々木十美        |
| 173 | 1月23日  | 挑まなければ、得られない                                                  | IT技術者 Google・シニアエンジニアリングマネージャー                                      | 及川卓也          |
| -   | 1月30日  | アンコール（追悼企画） 時代を超えろ、革命を起こせ （2011年2月14日放送分） | フリーランスグラフィックデザイナー・アートディレクター                                   | 石岡瑛子          |
| -   | 2月6日   | 言葉のチカラスペシャル part2 プロフェッショナルを導いた言葉               |                                                                                          |                   |
| 174 | 2月13日  | 夢の旅客機、未来へのフライト                                              | 旅客機機長 全日本空輸株式会社                                                            | 早川秀昭          |
| 175 | 2月20日  | 宝は、すぐ足もとにある                                                    | デザイナー 梅原デザイン事務所代表                                                        | 梅原真            |
| 176 | 2月27日  | 不満足こそが、極上を生む                                                  | パン職人 TRAIN BLEU（トラン・ブルー）オーナーブーランジェ                                | 成瀬正            |
| 177 | 3月12日  | 輝く瞬間を、重ねる                                                        | 小児看護専門看護師 横浜市立大学附属市民医療センター                                      | 長田暁子          |
| -   | 4月2日   | プロフェッショナル 特別編 プロの神髄はこだわりにあり                      |                                                                                          |                   |
| 178 | 4月9日   | 覚悟をもって、我が道を行く                                                | 日本料理人 「日本料理 龍吟」オーナーシェフ                                               | 山本征治          |
| -   | 4月16日  | 絆が、希望を創り出す                                                      | 困窮者支援 牧師・NPO法人北九州ホームレス支援機構代表                                     | 奥田知志          |
| 179 | 4月23日  | まっすぐ戦う、勇気を持て                                                  | プロ野球 東北楽天ゴールデンイーグルス投手コーチ                                          | 佐藤義則          |
| 180 | 5月7日   | 人生を立て直し、希望を探す                                                | 白浜バプテストキリスト教会牧師 NPO法人白浜レスキューネットワーク理事長                   | 藤藪庸一          |
| 181 | 5月14日  | 一途一心、明日をつむぐ                                                    | 心臓外科医 順天堂大学医学部心臓血管外科教授                                              | 天野篤            |
| 182 | 5月21日  | “個”の目覚めが、組織を強くする                                            | サッカー監督 杭州緑城足球倶楽部監督                                                      | 岡田武史          |
| 183 | 5月28日  | 石工一代、叩きあげ                                                        | 石工 株式会社飛鳥建設代表取締役                                                          | 左野勝司          |
| 184 | 6月4日   | 二人が信じれば、大胆になれる                                              | 建築家 株式会社手塚建築研究所共同主宰                                                    | 手塚貴晴 手塚由比 |
| 185 | 6月11日  | 道を究める その先に                                                       | 天ぷら職人 みかわ是山居 店主                                                             | 早乙女哲哉        |
| 186 | 6月18日  | 誇りを胸に、海へ飛び込め                                                  | 潜水士 株式会社渋谷潜水工業代表取締役社長                                                | 渋谷正信          |
| 187 | 6月25日  | 闘う介護、覚悟の現場                                                      | 介護福祉士 株式会社波の女専務取締役・株式会社大起エンゼルヘルプ クオリティーマネージャー | 和田行男          |
| 188 | 7月9日   | 会社も、人も、もっと輝ける                                                | 転職エージェント 株式会社リクルートエージェント エグゼクティブコンサルタント             | 森本千賀子        |
| 189 | 7月16日  | 未来をつかむ、勝負の教室                                                  | 小学校教師 北九州市立小倉中央小学校教諭                                                  | 菊池省三          |
| 190 | 8月20日  | 楽しむ心が、道を拓（ひら）く                                              | 駅弁販売 株式会社日本レストランエンタプライズ弁当営業部・大宮営業所長                    | 三浦由紀江        |
| 191 | 8月27日  | 一歩を踏み出せば、世界は変わる                                            | 麹屋女将                                                                                 | 浅利妙峰          |
| 192 | 9月8日   | 高倉健スペシャル                                                          | 映画俳優                                                                                 | 高倉健            |
| -   | 9月10日  | 高倉健インタビュースペシャル                                              | 映画俳優                                                                                 | 高倉健            |
| 193 | 9月24日  | ぶつかりあって、愛が生まれる                                              | 脚本家                                                                                   | 遊川和彦          |
| -   | 12月29日 | イチロースペシャル 2012                                                   | メジャーリーガー ニューヨーク・ヤンキース所属                                            | イチロー          |

#### 2013年
| 回  | 放送日   | サブタイトル                                                            | 職業                                                                 | プロ                                                                |
| --- | -------- | ----------------------------------------------------------------------- | -------------------------------------------------------------------- | ------------------------------------------------------------------- |
| 194 | 1月3日   | 新春スペシャル 四百年を背負い、“今”を焼く                               | 陶芸家 樂家十五代                                                    | 樂吉左衛門                                                          |
| -   | 3月25日  | 再開スペシャル さらなる進化へ 本田圭佑・500日の記録                     | プロサッカー選手 サッカー日本代表 CSKAモスクワ所属                   | 本田圭佑                                                            |
| 195 | 4月1日   | 世界一のサービス 感動はこうして生まれる                                 | サービスマン シャトーレストランジョエル・ロブション メートル・ドテル | 宮崎辰                                                              |
| 196 | 4月8日   | 逃げない思いが、明日を拓く                                              | 脳神経外科医 神戸市立医療センター中央市民病院脳神経外科部長          | 坂井信幸                                                            |
| 197 | 4月15日  | 不屈の商魂、中国に生きる                                                | 小売り経営 成都イトーヨーカ堂中国総代表                              | 三枝富博                                                            |
| 198 | 4月22日  | ワクワクが、才能を呼び覚ます                                            | 麻薬探知犬育成 東京税関監視部麻薬探知犬訓練センター育成担当上席官    | 菊地昭洋                                                            |
| 199 | 5月6日   | 桜よ、永遠に美しく咲け                                                  | 樹木医 弘前市公園緑地課参事                                          | 小林勝                                                              |
| 200 | 5月13日  | 希望のリハビリ、ともに闘い抜く                                          | リハビリ医 世田谷記念病院副院長 回復期リハビリテーションセンター長   | 酒向正春                                                            |
| 201 | 5月20日  | 革新への情熱、未だ衰えず                                                | 起業家 バリュークリエイト株式会社代表取締役社長                      | 坂本孝                                                              |
| 202 | 5月27日  | いのちの色で、糸を染める                                                | 染織家 重要無形文化財「紬織」保持者                                  | 志村ふくみ                                                          |
| 203 | 6月3日   | 惚れた仕事は、愛し抜け                                                  | 包装管理士 TOTOウォシュレットテクノ株式会社設計部主席技師            | 岡崎義和                                                            |
| 204 | 6月10日  | 縁で生きる、感謝でもてなす                                              | 居酒屋店主 「ながほり」店主                                          | 中村重男                                                            |
| 205 | 6月17日  | 山谷を支える、医療の真心                                                | 内科医 浅草病院内科一般医師 「シェア」代表理事                       | 本田徹                                                              |
| -   | 6月24日  | スペシャル 道を極める心得                                               |                                                                      | 天野篤 早乙女哲哉 成瀬正 左野勝司 岩井希久子 伊東豊雄               |
| -   | 7月1日   | 特別編 信じる力 500日の記録                                             | プロサッカー選手 サッカー日本代表 CSKAモスクワ所属                   | 本田圭佑                                                            |
| 206 | 7月8日   | 突きつめたものにこそ、魅力は宿る                                        | 模型会社社長 株式会社海洋堂 代表取締役社長                           | 宮脇修一                                                            |
| 207 | 7月15日  | いつも1年生 自然のままに                                                | 野菜農家 シェフズガーデン・エコファームアサノ代表                    | 浅野悦男                                                            |
| 208 | 7月22日  | 肝心が、心の旅を生む                                                    | バスガイド 美ら島観光バス教育部長                                    | 崎原真弓                                                            |
| 209 | 7月29日  | 天職は、生涯をかけて全うせよ                                            | うなぎ職人 「野田岩」五代目主人                                      | 金本兼二郎                                                          |
| -   | 8月26日  | スペシャル 「風立ちぬ」1000日の記録                                     | 映画監督                                                             | 宮崎駿                                                              |
| 210 | 9月2日   | 誇りをかけて、思い出を洗う                                              | クリーニング師 「レジュイール」会長                                  | 古田武                                                              |
| -   | 9月9日   | スペシャル 育ての流儀                                                   |                                                                      | 佐藤義則 平井伯昌 菊池恭二 菊池省三 岡田倫代                        |
| 211 | 9月16日  | アフリカの大地、志で駆ける                                              | 医師・国際NGO代表 「ロシナンテス」理事長                             | 川原尚行                                                            |
| 212 | 9月30日  | 命の前で、謙虚であれ                                                    | ER専門医 福井大学医学部附属病院総合診療部長・教授                    | 林寛之                                                              |
| 213 | 10月14日 | 探検こそが、人生を彩る                                                  | チーズ農家 吉田牧場オーナー                                          | 吉田全作                                                            |
| 214 | 10月21日 | スペシャル プロフェッショナル ザ・レジェンド 僕は、のび太そのものだった | 漫画家                                                               | 藤子・F・不二雄                                                     |
| 215 | 10月28日 | “遊び心”、世界を制す                                                    | プロデューサー 株式会社クリーチャーズ代表取締役会長                  | 石原恒和                                                            |
| 216 | 11月11日 | 人生を込めて、そばを打つ                                                | そば打ち職人 「達磨 雪花山房」店主                                   | 高橋邦弘                                                            |
| -   | 11月18日 | スペシャル 引退宣言 知られざる物語                                      | 映画監督                                                             | 宮崎駿                                                              |
| 217 | 11月25日 | 世界をもっと、心地良く                                                  | デザイナー 「nendo」チーフデザイナー                                 | 佐藤オオキ                                                          |
| -   | 12月2日  | スペシャル プロに学べ!勝負の極意                                        |                                                                      | 伊達洋至 羽生善治 宮崎辰 天野篤 岡田武史 若田光一 堤幸彦 森本千賀子 |
| 218 | 12月9日  | パリの新風、一針の美学                                                  | テーラー 「KENJIRO SUZUKI sur mesure PARIS」オーナー                 | 鈴木健次郎                                                          |
| -   | 12月16日 | スペシャル 独占インタビュー イチロー・4,000本への道                     | メジャーリーガー ニューヨーク・ヤンキース所属                        | イチロー                                                            |

#### 2014年
| 回  | 放送日   | サブタイトル                                                  | 職業 | プロ                       |
| --- | -------- | ------------------------------------------------------------- | --- | -------------------------- |
| 219 | 1月6日   | モノじゃない、人生の伴走者                                    | 義肢装具士 愛和義肢製作所代表                                                                                               | 林伸太郎                   |
| 220 | 1月13日  | 盤上の宇宙、独創の一手                                        | 囲碁棋士 九段 | 井山裕太                   |
| 221 | 1月20日  | 未来を拓く、希望のサイボーグ                                  | ロボット研究 筑波大学大学院システム情報工学研究科教授 サイバニクス研究センターセンター長 最先端サイバニクス研究拠点研究統括 | 山海嘉之                   |
| 222 | 1月27日  | どこでも、何歳でも、成長できる                                | プロサッカー選手 サッカー日本代表 ガンバ大阪所属                                                                            | 遠藤保仁                   |
| 223 | 2月3日   | 街を灯す、真心の洋菓子                                        | 洋菓子職人 「Lilien Berg」シェフ                                                                                            | 橫溝春雄                   |
| 224 | 2月24日  | 歩き続けるかぎり、倒れない                                    | 経営者 アイリスオーヤマ株式会社代表取締役社長                                                                               | 大山健太郎                 |
| 225 | 3月3日   | 言葉を超えて、人をつなぐ                                      | 会議通訳者 サイマル・インターナショナル専属通訳者                                                                           | 長井鞠子                   |
| 226 | 3月31日  | 四季を感じ、命を食す                                          | 料理人 「草喰 なかひがし」店主                                                                                              | 中東久雄                   |
| 227 | 4月7日   | ゆっくりでも、止まらなければ、けっこう進む                    | 宇宙工学者 JAXA月・惑星探査プログラムグループディレクタ はやぶさ2プロジェクトチーム                                         | 國中均                     |
| 228 | 4月14日  | まっすぐ無心に、人生を診る                                    | 外科医 兵庫医科大学上部消化管外科主任教授                                                                                   | 笹子三津留                 |
| 229 | 4月21日  | 港のエース、ガンマンの絆                                      | クレーン運転士 藤木企業株式会社コンテナ事業部                                                                               | 上圷茂                     |
| -   | 4月28日  | 特別編 泳ぎ続ける真実 北島康介 300日の記録                    | 競泳選手 | 北島康介                   |
| 230 | 5月12日  | まず動け、未来はその先にある                                  | プログラマー/アーティスト 株式会社ライゾマティクス設立メンバー                                                              | 真鍋大度                   |
| -   | 5月19日  | 言葉のチカラスペシャル Part3 運命を変えた8つの言葉            | |                            |
| -   | 6月2日   | W杯直前スペシャル 密着、“世界一”への道 500日の記録            | プロサッカー選手 サッカー日本代表 ACミラン所属                                                                              | 本田圭佑                   |
| -   | 6月9日   | W杯直前スペシャル 独占インタビュー エースの覚悟               | プロサッカー選手 サッカー日本代表 ACミラン所属                                                                              | 本田圭佑                   |
| 231 | 6月23日  | ただ、生まれる命のために                                      | 産科医 独立行政法人国立病院機構長良医療センター周産期診療部長                                                               | 川鰭市郎                   |
| 232 | 7月7日   | 地域の絆で、“無縁”を包む                                      | コミュニティソーシャルワーカー 豊中市社会福祉協議会地域福祉課長                                                             | 勝部麗子                   |
| 233 | 7月14日  | 北の大地、いつも開拓者であれ                                  | フレンチシェフ 「Moliere」オーナーシェフ                                                                                    | 中道博                     |
| 234 | 7月28日  | 球界のレジェンド 覚悟のマウンドへ                             | プロ野球投手 中日ドラゴンズ所属                                                                                             | 山本昌                     |
| 235 | 8月4日   | 最強のクローザー、不屈の雑草魂                                | メジャーリーガー ボストン・レッドソックス所属                                                                               | 上原浩治                   |
| 236 | 8月25日  | 細部を突き詰め、世界を創る                                    | 美術監督 ヨータデザイン有限会社代表 有限会社PPM所属                                                                         | 種田陽平                   |
| 237 | 9月1日   | ナニワの野武士、再起のテーマパーク                            | マーケター USJCMO・執行役員・本部長                                                                                         | 森岡毅                     |
| 238 | 9月8日   | 食糧支援、届けるのは“未来”                                    | WFPアジア地域局長 | 忍足謙朗                   |
| 239 | 9月15日  | 磨きの神様 誇り高き町工場                                     | 研磨職人 小林研業代表 | 小林一夫                   |
| 240 | 10月6日  | 食べる楽しみが、希望を生み出す                                | 訪問管理栄養士 医療法人社団福寿会福岡クリニック在宅部栄養課管理栄養士                                                       | 中村育子                   |
| 241 | 10月20日 | 魚スペシャル 魚とともに生きる男たち                           | | 戸田修一 松本秀樹 村上健一 |
| 242 | 10月27日 | ぶれない志、革命の歯科医療                                    | 歯科医 医療法人社団日吉歯科診療所理事長・歯科医師成人担当                                                                   | 熊谷崇                     |
| 243 | 11月3日  | 楽しみも苦しみも、すべて音になる                              | ヴァイオリニスト 国連ピース・メッセンジャー 南カリフォルニア大学ソーントン音楽学校弦楽学部特別教授                          | 五嶋みどり                 |
| 244 | 11月10日 | 開拓せよ、最強の一本釣り                                      | カツオ漁師 第83佐賀明神丸船頭                                                                                               | 明神学武                   |
| 245 | 11月17日 | いつか、喜びの涙に変わるように                                | 在宅ホスピス医 医療法人社団パリアン理事長 クリニック川越院長                                                                | 川越厚                     |
| -   | 11月24日 | アンコール（追悼企画） 高倉健スペシャル（2012年9月8日放送分） | 映画俳優 | 高倉健                     |
| 246 | 11月24日 | 勝利は、信頼でつかみとる                                      | 高校女子バスケットボール部監督 桜花学園高等学校女子バスケットボール部監督                                                   | 井上眞一                   |
| 247 | 12月1日  | 大事なものは、足元にある                                      | ガーデンデザイナー 園芸家 有限会社ガーデンルームス取締役                                                                    | ポール・スミザー           |
| 248 | 12月8日  | 崖っぷちこそ、成長の場所                                      | マンガ編集者 株式会社コルク代表取締役社長                                                                                   | 佐渡島庸平                 |
| 249 | 12月15日 | 果てなき芸道、真の花を                                        | 狂言師 重要無形文化財「能楽」保持者（総合認定）                                                                             | 野村萬斎                   |

#### 2015年
| 回  | 放送日   | サブタイトル                                     | 職業 | プロ                                                                  |
| --- | -------- | ------------------------------------------------ | --- | --------------------------------------------------------------------- |
| 250 | 1月5日   | 脅威のエボラ、英知をかけて挑む                   | ウイルス学者 北海道大学人獣共通感染症リサーチセンター教授                                                              | 高田礼人                                                              |
| 251 | 1月12日  | 振り切る先に、未来がある                         | 自動車エンジン開発 マツダ執行役員・パワートレイン開発本部長・コスト革新担当補佐                                        | 人見光夫                                                              |
| 252 | 1月19日  | 紡ぐのは、洋服に込められた思い                   | かけつぎ職人 有限会社江見屋かけつぎ専門店本店会長・代表取締役                                                          | 松本孝夫                                                              |
| 25  | 1月26日  | 日本は、日本の道を行け                           | ラグビー日本代表ヘッドコーチ                                                                                           | エディー・ジョーンズ                                                  |
| 254 | 2月2日   | 清掃のプロスペシャル                             | | 新津春子 羽生田信之                                                   |
| 255 | 2月9日   | 世界初のビル解体、仲間と共に乗り越えろ           | 技術開発者 大成建設株式会社建築本部技術部建築技術室次長                                                                | 市原英樹                                                              |
| 256 | 2月16日  | もてなしの心、どこまでも                         | コンシェルジュ グランドハイアット東京・チーフコンシェルジュ レ・クレドール・ジャパン名誉会員・コミッティーアドバイザー | 阿部佳                                                                |
| 257 | 3月2日   | ふたりの約束 魂の惣菜                            | 食品スーパー経営者 株式会社佐市取締役                                                                                  | 佐藤啓二・澄子                                                        |
| 258 | 3月16日  | 恐れの先に、希望がある                           | 小児外科医 順天堂大学医学部小児外科主任教授 東京医科大学消化器外科・小児外科兼任教授                                   | 山髙篤行                                                              |
| -   | 3月30日  | 就職活動応援スペシャル 仕事とは何か 就活とは何か | | 井上眞一 牛田貢平 岡崎義和 小野二郎 坂本孝 新浪剛史 森本千賀子 山本昌 |
| 259 | 4月6日   | 雪と闘うプロスペシャル                           | | 小野塚吉郎 大橋明広 田口純一郎                                        |
| 260 | 4月13日  | 真心で、極みを目指す                             | 手打ちうどん職人 有限会社もり家代表                                                                                    | 森田真司                                                              |
| 261 | 4月20日  | 鉄曲げひとすじ、巨船を造る                       | 撓鉄職人 株式会社坂出エース社員                                                                                        | 葛原幸一                                                              |
| 262 | 5月4日   | 最強の地平、その先へ                             | 横綱 第69代 | 白鵬                                                                  |
| 263 | 5月11日  | 時代にあらがう、信念の金融                       | ファンドマネージャー 鎌倉投信株式会社取締役・資産運用部長                                                              | 新井和宏                                                              |
| 264 | 5月18日  | 威信をかけて、水道を守る                         | 水道技術者 東京水道サービスプロジェクト推進部                                                                          | 笑喜久文                                                              |
| 265 | 5月25日  | 渡辺謙55歳、人生最大の挑戦                       | 俳優 | 渡辺謙                                                                |
| 266 | 6月1日   | 心を込めて、当たり前の日常を                     | ビル清掃 日本空港テクノ株式会社                                                                                        | 新津春子                                                              |
| 267 | 6月8日   | 時計に命、意地の指先                             | 時計職人 新光時計店店主                                                                                                | 松浦敬一                                                              |
| 268 | 6月22日  | 蛇行せよ、出し尽くせ                             | 菓子開発/マーケター 江崎グリコマーケティング本部チョコレートマーケティング部部長                                       | 小林正典                                                              |
| 269 | 7月6日   | 最先端は、地方でこそ生まれる                     | フレンチシェフ L'évoオーナーシェフ                                                                                     | 谷口英司                                                              |
| 270 | 7月13日  | 度胸で仕入れ、情熱で売る                         | 青果店店主 杉本青果店代表                                                                                              | 杉本晃章                                                              |
| 271 | 7月20日  | 企てて、期待の先へ                               | バス旅行プランナー 株式会社はとバス定期観光部副部長・企画課長                                                          | 江沢伸一                                                              |
| 272 | 7月27日  | 小さき命に、無限大の力を注ぐ                     | 獣医師 蓮岡動物病院院長                                                                                                | 蓮岡元一                                                              |
| 273 | 8月3日   | 希望を灯す、魂の映画                             | アニメーション映画監督                                                                                                 | 細田守                                                                |
| 274 | 8月24日  | 小さな名店スペシャル                             | | 畑肇 田口護                                                           |
| 275 | 8月31日  | 寄り添うのは、傷だらけの希望                     | 子ども・若者訪問支援 スチューデント・サポート・フェイス代表理事                                                        | 谷口仁史                                                              |
| 276 | 9月7日   | 若き化石ハンター 太古の謎に挑む                  | 恐竜学者 北海道大学総合博物館研究部准教授                                                                              | 小林快次                                                              |
| 277 | 9月14日  | 不屈の“トップガン”、サイバー攻撃に挑む           | サイバーセキュリティー技術者 株式会社サイバーディフェンス研究所理事・上級分析官                                        | 名和利男                                                              |
| 278 | 9月28日  | 遠回りこそ、最良の近道                           | 肝臓外科医 日本大学医学部消化器外科部長・主任教授                                                                      | 高山忠利                                                              |
| 279 | 10月19日 | 常識の外に、未来はある                           | 起業家 カルチュア・コンビニエンス・クラブ株式会社代表取締役兼CEO                                                       | 増田宗昭                                                              |
| -   | 10月26日 | 放送10周年スペシャル 岡村隆史×プロフェッショナル | | 岡村隆史 木村秋則 挾土秀平 坂東玉三郎                                 |
| -   | 11月2日  | 放送10周年スペシャル あと一歩だけ、前に進もう    | シンガーソングライター                                                                                                 | スガシカオ                                                            |
| 280 | 11月9日  | 和牛の神様、愛情の牛                             | 肉牛農家 鎌田畜産 | 鎌田秀利                                                              |
| 281 | 11月16日 | 世紀の大工事、“城”を曳く                         | 曳家職人 株式会社我妻組取締役工事部長                                                                                  | 石川憲太郎                                                            |
| 282 | 11月30日 | 誰かが行かねば、道は拓けない                     | 土木エンジニア 株式会社オリエンタルコンサルタンツグローバル・インディア社長                                            | 安倍玲子                                                              |
| 283 | 12月7日  | 一徹に直す、兄弟の工場                           | 自動車整備士 有限会社小山自動車                                                                                        | 小山明・博久                                                          |

#### 2016年
| 回  | 放送日   | サブタイトル                                                               | 職業 | プロ                                                     |
| --- | -------- | -------------------------------------------------------------------------- | --- | -------------------------------------------------------- |
| -   | 1月4日   | 放送10周年スペシャル そして、新たな闘いへ                                  | | 星野佳路 佐藤章 吉田都 坂本幸雄 藤原茂 岡田倫代 伊東豊雄 |
| -   | 1月11日  | 放送10周年スペシャル 岡村隆史×プロフェッショナル Part2                     | | 岡村隆史 木村秋則 挾土秀平 坂東玉三郎                    |
| 284 | 1月18日  | 主婦のリアルが、ヒットを生む                                               | 雑誌編集長 「VERY」編集長 | 今尾朝子                                                 |
| 285 | 1月25日  | 京都の冬、もてなしを究める                                                 | 日本料理人 「未在」店主 | 石原仁司                                                 |
| 286 | 2月8日   | 伝説の翼、まだ見ぬ空へ                                                     | スキージャンプ日本代表 TEAM TSUCHIYAプレイングマネージャー                                                                        | 葛西紀明                                                 |
| 287 | 2月15日  | カクテルは、人生の味                                                       | バーテンダー 「STAR BAR GINZA」店主 日本バーテンダー&ミクソロジスト学院校長 日本バーテンダー協会会長                              | 岸久                                                     |
| 288 | 2月22日  | “最後の職人”ニッポンを支える男たち                                         | 1.漆カンナ職人 選定保存技術保持者 2.やすり職人「深澤やすり店」店主                                                                | 1.中畑文利 2.深澤敏夫                                    |
| 289 | 3月14日  | 出会いが、力となる                                                         | 国際災害ボランティア CODE海外災害援助市民センター事務局長                                                                         | 吉椿雅道                                                 |
| 290 | 3月21日  | あがき続けろ それがメロディになる                                          | 作曲家 | 佐藤直紀                                                 |
| 291 | 4月4日   | 一期一会、人生を運ぶ                                                       | 引っ越し作業員 日本通運株式会社海外引っ越し担当シニアエキスパート                                                                 | 伊藤秀男                                                 |
| 292 | 4月11日  | 己を追い込み、未到の味へ                                                   | 焼き鳥職人 「鳥しき」店主 | 池川義輝                                                 |
| -   | 4月25日  | アンコール（井山七冠達成SP） 盤上の宇宙、独創の一手（2014年1月13日放送分） | 囲碁棋士 九段 | 井山裕太                                                 |
| -   | 5月2日   | 松岡修造×スーパー高校生スペシャル 日本の未来を切り拓け!                    | | 松岡修造 牛田智大 新垣比菜 山内奏人 松本圭佑             |
| 293 | 5月9日   | どんな絶望にも、光はある                                                   | 自殺対策NPO代表 NPO法人「あきた自殺対策センター蜘蛛の糸」理事長 社会福祉法人秋田福祉会副理事長                                    | 佐藤久男                                                 |
| 294 | 5月16日  | 食べる喜びを、あきらめない                                                 | 看護師 社会医療法人社団三思会東名厚木病院看護部主事                                                                               | 小山珠美                                                 |
| 295 | 5月23日  | 空の革命児、逆風に立ち向かう                                               | ドローン操縦士（＝ドローンオペレーター） 有限会社「Rave Project」代表取締役                                                       | 請川博一                                                 |
| 296 | 5月30日  | 命の医療チーム、母子の伴走者                                               | 産婦人科医 りんくう総合医療センター周産期センター産科 医療センター長兼産婦人科部長                                                | 荻田和秀                                                 |
| -   | 6月6日   | 巨大港スペシャル 日本の経済を支えるプロたち 〜密着!名古屋港〜              | | 井上道彦 高野勝司 近藤賢二 刀禰昭子                      |
| 297 | 6月13日  | 異端の文字、街にあふれる                                                   | 書体デザイナー フォントワークス株式会社                                                                                           | 藤田重信                                                 |
| 298 | 6月20日  | 人生で大事なものは、ここにある                                             | 保育士 幼保連携型認定こども園「聖愛園」園長                                                                                       | 野島千恵子                                               |
| 299 | 7月11日  | 革新は、チームで起こす                                                     | デジタルクリエイター チームラボ株式会社代表取締役社長                                                                             | 猪子寿之                                                 |
| 300 | 8月1日   | 腕ひとつ、飛行機を守る親分                                                 | 整備士 株式会社JALエンジニアリングエンジン整備センター部品整備課                                                                  | 杉本好夫                                                 |
| 301 | 8月22日  | ひらめきは信じない 理屈を信じる                                            | 経営者 カドカワ株式会社代表取締役社長                                                                                             | 川上量生                                                 |
| 302 | 8月29日  | ぶれない信念が、勝利をつかむ                                               | プロサッカー監督 サンフレッチェ広島監督                                                                                           | 森保一                                                   |
| 303 | 9月5日   | 作るのは、ともに歩む足                                                     | 義肢装具士 公益財団法人鉄道弘済会義肢装具サポートセンター ヘルスエンジェルス代表                                                  | 臼井二美夫                                               |
| -   | 9月12日  | 世界遺産スペシャル 世界に誇る、日本の魂                                    | | 奥田透 鶴岡典慶 荒田洋一 鈴木豊美 桐竹勘十郎             |
| 304 | 9月26日  | 答えは、地域にある                                                         | 地方公務員 邑南町観光協会常務理事 邑南町役場商工観光課主任主事                                                                    | 寺本英仁                                                 |
| 305 | 10月3日  | “あなたらしさ”は、ここにある                                               | 介護施設経営者 株式会社「あおいけあ」代表取締役社長 藤沢市小規模多機能型居宅介護連絡会会長 特定非営利活動法人「ココロまち」理事長 | 加藤忠相                                                 |
| 306 | 10月17日 | 人生に寄り添う一着を                                                       | デザイナー 「ミナ ペルホネン」デザイナー                                                                                          | 皆川明                                                   |
| 307 | 10月24日 | 僕のパンは、まだおいしくなる                                               | パン職人 「生瀬ヒュッテ」オーナーシェフ                                                                                           | 竹内久典                                                 |
| -   | 10月31日 | ロボット開発者スペシャル 世界が驚いた!                                     | | 柴田崇徳 遠藤謙 堂前幸康                                 |
| 308 | 11月7日  | 道を示し、心をいざなう                                                     | グラフィックデザイナー 廣村デザイン事務所代表                                                                                     | 廣村正彰                                                 |
| 309 | 11月14日 | 常識を超え、独創を極めよ                                                   | 発明家 株式会社NejiLaw代表取締役社長                                                                                              | 道脇裕                                                   |
| 310 | 11月21日 | 諦めるな、それが魚屋の心意気                                               | 鮮魚店店主 「ねこや商店」店主 | 門川安秀                                                 |
| -   | 11月28日 | 10代VS.プロフェッショナル 弟子入りスペシャル                               | | 早乙女哲哉 新津春子 佐渡島庸平                           |
| 311 | 12月5日  | 人生は、交錯する光と影                                                     | 照明デザイナー 有限会社ライトデザイン代表                                                                                         | 東海林弘靖                                               |
| 312 | 12月19日 | 年末スペシャル 築地に集うプロたち                                          | | 古田等 奥田透 藤田浩毅                                   |

#### 2017年
| 回  | 放送日   | サブタイトル                                                 | 職業 | プロ |
| --- | -------- | ------------------------------------------------------------ | --- | --- |
| 313 | 1月16日  | 建物を変える、街が変わる                                     | 建築家 ブルースタジオ専務取締役 株式会社リノベリング取締役 株式会社シーナタウン取締役                                              | 大島芳彦                                                                                                 |
| 314 | 1月23日  | 平成の絵師、幻の色に挑む                                     | 彩色復元師 有限会社川面美術研究所代表取締役所長                                                                                    | 荒木かおり                                                                                               |
| -   | 1月30日  | ネコからゾウ、キリンまで!動物と向き合うプロたち              | | 椎名脩 柴田典弘 塩田眞 水上言                                                                            |
| 315 | 2月6日   | いつだって、人間は面白い                                     | 脚本家 「富良野GROUP」主宰 NPO法人「C・C・C富良野自然塾」主宰                                                                      | 倉本聰                                                                                                   |
| -   | 2月13日  | 特別企画 ただ、ひたすら前へ                                  | 競走馬 | オグリキャップ                                                                                           |
| 316 | 2月20日  | 才能がなければ、愚直に進め                                   | フレンチシェフ 「星のや東京」料理長                                                                                                | 浜田統之                                                                                                 |
| -   | 2月27日  | 真夜中の東京SP                                               | 1.橋梁技術者 2.東京消防庁本田消防署大隊長・消防官 3.NPO法人bond Project代表 4.東京都立広尾病院救命救急センター・医師               | 1.志賀弘明 2.八巻信也 3.橘ジュン 4.城川雅光                                                              |
| 317 | 3月6日   | わが家で穏やかに、最期を導く                                 | 訪問診療医 めぐみ在宅クリニック院長                                                                                                | 小澤竹俊                                                                                                 |
| 318 | 3月27日  | 埋もれる至宝に光を                                           | オークションスペシャリスト クリスティーズ・ニューヨークシニアヴァイスプレジデント・ 日本韓国美術部門インターナショナルディレクター | 山口桂                                                                                                   |
| 319 | 4月3日   | 豆腐が、生き方を教えてくれた                                 | 豆腐職人 有限会社山下商店店主 山下とうふ店店主                                                                                     | 山下健                                                                                                   |
| 320 | 4月10日  | 遠くを見ない、目の前を生きる                                 | 噺家 | 春風亭一之輔                                                                                             |
| 321 | 4月17日  | 独り、山の王者に挑む                                         | 猟師 羆猟師 | 久保俊治                                                                                                 |
| 322 | 4月24日  | 男たちは、“希望”をかける                                     | 深田サルベージ建設 | 巨大クレーン船「富士」乗組員                                                                             |
| 323 | 5月1日   | 1アウトの意味                                                | メジャーリーガー ニューヨーク・ヤンキース所属                                                                                      | 田中将大                                                                                                 |
| 324 | 5月15日  | 道をひらく、小さな命のために                                 | 小児集中治療医 埼玉県立小児医療センター集中治療科科長兼部長                                                                        | 植田育也                                                                                                 |
| 325 | 5月22日  | この道は、我を生かす道                                       | 数寄屋大工 中村外二工務店棟梁 | 升田志郎                                                                                                 |
| 326 | 5月29日  | 猫を知れば、世界が変わる                                     | 動物写真家 | 岩合光昭                                                                                                 |
| 327 | 6月5日   | 桜咲く、人で咲く                                             | 樹木医 公益財団法人日本花の会主任研究員                                                                                            | 和田博幸                                                                                                 |
| 328 | 6月12日  | 崖っぷちの向こうに、ゴールはある                             | プロサッカー選手 サッカー日本代表 レスター・シティFC所属                                                                           | 岡崎慎司                                                                                                 |
| 329 | 7月10日  | 家族に未来を、取り戻す                                       | 移植外科医 国立成育医療研究センター臓器移植センターセンター長                                                                      | 笠原群生                                                                                                 |
| 330 | 7月24日  | もっと、自分を疑え                                           | 女優 | 宮沢りえ                                                                                                 |
| 331 | 7月31日  | 東京オリンピック応援SP 背負った先に、栄光がある              | 女子レスリング監督 全日本女子レスリングヘッドコーチ 至学館大学レスリング部監督                                                     | 栄和人                                                                                                   |
| 332 | 8月21日  | 史上最強へ 自分を超えろ                                      | プロボクサー 第29代WBC世界バンタム級王者                                                                                           | 山中慎介                                                                                                 |
| 333 | 8月28日  | 命の花、心で生かす                                           | 生花店店主 「JARDINS des FLEURS」店主 フラワーアーティスト 「AMKK」設立者                                                          | 東信 |
| 334 | 9月4日   | 列車よ走れ、意地をのせて                                     | 1.ドーンデザイン研究所代表取締役 2.椅子職人 3.組子職人                                                                             | 1.水戸岡鋭治 2.迎山直樹 3.木下正人 他                                                                    |
| 335 | 9月11日  | 55歳 覚悟の挑戦、ノーベル賞の先へ                            | 研究者 京都大学iPS細胞研究所所長                                                                                                   | 山中伸弥                                                                                                 |
| 336 | 9月25日  | ようこそ地下空間へ!知られざるプロの現場SP                    | 1.現場代理人 2.ソムリエ 3.喫茶店店主 4.表具師 5.理容師 6.靴磨き職人                                                                | 中丸雄一（KAT-TUN） 1.谷口禎弘 2.情野博之 3.橋崎光男 4.田中一生 (表具師)\|田中一生 5.米倉宏 6.井上源太郎 |
| 337 | 10月2日  | まっすぐ稼げ!飽くなき野心                                    | 経営者 カルビー株式会社代表取締役会長兼CEO                                                                                         | 松本晃                                                                                                   |
| 338 | 10月23日 | 歩くしあわせを、もう一度                                     | 整形外科医 医療法人社団 苑田会 苑田会人工関節センター病院病院長 医療連携ネットワーク協会理事長                                     | 杉本和隆                                                                                                 |
| 339 | 11月6日  | 大相撲 裏方SP                                                | 1.立行司 2.立呼出し 3.特等床山 | 1.式守伊之助 2.拓郎 3.床蜂                                                                               |
| 340 | 11月13日 | ドクターヘリ出動!地域を守り抜け                              | 救急医 公立豊岡病院但馬救命救急センターセンター長                                                                                  | 小林誠人                                                                                                 |
| 341 | 11月20日 | 過労死と闘い、命をまもる                                     | 労働弁護士 川人法律事務所代表 | 川人博                                                                                                   |
| 342 | 11月23日 | 京都 舞妓SP 美と心はこうして作られる                         | 1.髪結い師 2.男衆 3.帯職人 4.友禅師 5.調合師 6.置屋女将                                                                            | 滝沢カレン 1.芦田須美 2.饗場幸次 3.三木五鈴 4.佐伯昭彦 5.畑利和 6.駒井文恵                               |
| 343 | 11月27日 | 夫婦の流儀SP                                                 | 1.青山学院大学陸上競技部監督・寮母 2.写真館 3.真綿職人 4.素麺職人                                                                  | 1.原晋・美穂 2.鈴木克明・寄里枝 3.北川茂次郎・みゑ子 4.鈴木正・ 年枝                                     |
| 344 | 12月4日  | リスクがなければ、面白くない                                 | ヴァイオリニスト ベルリンフィルハーモニー管弦楽団第1コンサートマスター                                                             | 樫本大進                                                                                                 |
| -   | 12月11日 | アンコール（差し替え） 独り、山の王者に挑む（4月17日放送分） | 猟師 羆猟師 | 久保俊治                                                                                                 |
| 345 | 12月25日 | 野球の神様に、愛されるほどに                                 | プロ野球スカウト 広島東洋カープスカウト統括部長                                                                                    | 苑田聡彦                                                                                                 |

#### 2018年
| 回  | 放送日   | サブタイトル                                   | 職業                                                                  | プロ                             |
| --- | -------- | ---------------------------------------------- | --------------------------------------------------------------------- | -------------------------------- |
| 346 | 1月8日   | いつだって、人生は楽しい                       | ワイン醸造家 「Maison Lou Dumont」代表                                | 仲田晃司                         |
| 347 | 1月15日  | 挑戦を、強さに変える                           | プロ卓球選手 全農所属                                                 | 石川佳純                         |
| 348 | 1月22日  | 未知の海、命と向き合う                         | 水族園職員 葛西臨海水族園職員                                         | 河原直明                         |
| 349 | 1月29日  | 今年の主役!ワンちゃんSP                        | 1.トリマー 2.獣医師 3.訓練士                                          | 1.小島麻里 2.小林哲也 3.中村信哉 |
| 350 | 2月5日   | 漆を愛する 漆と生きる                          | 塗師 財団法人日光社寺文化財保存会塗装専門技術主任                     | 佐藤則武                         |
| -   | 3月5日   | 再戦へ 秘めた決意                              | プロボクサー 第29代WBC世界バンタム級王者                              | 山中慎介                         |
| 351 | 3月12日  | どんな時も、そばにいる                         | 地域医療 医師 石巻市立病院開成仮診療所所長 石巻市包括ケアセンター所長 | 長純一                           |
| 352 | 3月19日  | 新しい仕事SP                                   | 1.ユーチューバー 2.プロゲーマー 3.データサイエンティスト              | 1.HIKAKIN 2.梅原大吾 3.河本薫    |
| 353 | 3月26日  | いまこの瞬間に、全力を                         | 吹奏楽部 音楽監督 活水学院吹奏楽団音楽総監督                          | 藤重佳久                         |
| -   | 4月2日   | “史上最強”の軌跡SP                             | 棋士                                                                  | 羽生善治                         |
| 354 | 4月9日   | その一杯に、情熱はあるか                       | ラーメン店主 「とら食堂」店主                                         | 竹井和之                         |
| 355 | 4月16日  | 銀座、夜の女たちSP                             | クラブ経営者                                                          | 白坂亜紀 園田静香                |
| 356 | 4月23日  | 運命の1冊、あなたのもとへ                      | 書店店主 「いわた書店」店主                                           | 岩田徹                           |
| 357 | 5月7日   | 王者の決断                                     | プロ体操選手 体操日本代表 リンガーハット所属                          | 内村航平                         |
| 358 | 5月14日  | ラスト・ミッション 本田圭佑のすべて            | プロサッカー選手 サッカー日本代表 CFパチューカ所属                    | 本田圭佑                         |
| 359 | 5月21日  | 家族のために、母のように                       | 家政婦 株式会社タスカジ登録ハウスキーパー                             | タサン志麻                       |
| 360 | 5月28日  | 情熱が、道を拓く                               | ショコラティエ 「PALET D'OR」オーナーシェフ                           | 三枝俊介                         |
| 361 | 6月4日   | ただ、子どもたちのために かこさとし 最後の記録 | 絵本作家                                                              | かこさとし                       |
| 362 | 6月11日  | 言葉の海で、心を編む                           | 辞書編纂者 「三省堂国語辞典」編集委員                                 | 飯間浩明                         |
| 363 | 7月9日   | “わからない”が、たのしい                       | 左官 左官株式会社代表                                                 | 久住有生                         |
| 364 | 7月16日  | 宇多田ヒカルSP                                 | シンガーソングライター                                                | 宇多田ヒカル                     |
| 365 | 7月23日  | 遺品と心を、整理する                           | 遺品整理士 メモリーズ株式会社代表取締役                               | 横尾将臣                         |
| 366 | 7月30日  | 反骨の農家、実りの遠野物語                     | 農業経営者 有限会社多田自然農場代表取締役社長                         | 多田克彦                         |
| 367 | 8月27日  | 撮って、僕らのこころ                           | 昆虫写真家                                                            | 栗林慧                           |
| 368 | 9月3日   | 我々は、最後の砦                               | 信用組合理事長 広島市信用組合理事長                                   | 山本明弘                         |
| 369 | 9月10日  | 晴れた道の真ん中を、歩け                       | ブランドプロデューサー 有限会社柴田陽子事務所代表取締役               | 柴田陽子                         |
| -   | 9月17日  | プロフェッショナル こども大学                  | 株式会社湖池屋代表取締役社長                                          | 佐藤章                           |
| 370 | 10月1日  | ハラジュクSP                                   | 1.美容師 2.古着店長 3.モデル                                          | 1.高木琢也 2.むゆあ 3.横田真悠   |
| 371 | 10月15日 | 何度でも、立ち上がれ                           | バレーボール全日本女子代表監督                                        | 中田久美                         |
| -   | 10月29日 | 宿命を背負い、歌舞伎に生きる                   | 歌舞伎俳優                                                            | 市川海老蔵                       |
| 372 | 11月5日  | 傷ついた親子に幸せを                           | 小児神経科医 福井大学医学部附属病院子どものこころの診療部長・教授     | 友田明美                         |
| 373 | 11月12日 | 生きづらい、あなたへ                           | 脚本家                                                                | 坂元裕二                         |
| 374 | 11月19日 | 少年の夢、リングの上へ                         | プロレスラー                                                          | 内藤哲也                         |
| 375 | 11月26日 | 笑顔のために、私は逃げない                     | 人工ボディ技師 「工房アルテ」主任技師                                 | 福島有佳子                       |
| 376 | 12月3日  | 強く、しなやかに がんに挑む                    | 乳腺外科医 昭和大学病院乳腺外科准教授                                 | 明石定子                         |
| 377 | 12月10日 | 人生は、マイペースで突き進め                   | からくり人形師                                                        | 九代目玉屋庄兵衛                 |
| 378 | 12月17日 | 生老病死、四苦に立ち向かう                     | 僧侶 NPO法人アクセス21理事長                                          | 高橋卓志                         |

#### 2019年
| 回  | 放送日   | サブタイトル                                 | 職業 | プロ                               |
| --- | -------- | -------------------------------------------- | --- | ---------------------------------- |
| 379 | 1月7日   | 答えを求めて、声を探す                       | 声優 | 神谷浩史                           |
| 380 | 1月14日  | 皿を割れ、ふるさとのために                   | 公務員 熊本県営業部長兼しあわせ部長                                                                                        | くまモン                           |
| -   | 1月21日  | 前人未到の偉業、その先へ                     | 囲碁棋士 九段 | 井山裕太                           |
| 381 | 1月28日  | 商売は、縁と情熱で挑め                       | 百貨店バイヤー 大丸松坂屋百貨店北海道物産展専任バイヤー                                                                    | 本田大助                           |
| 382 | 2月4日   | 人の光を、解き放つ                           | 演出振付家 | MIKIKO                             |
| 383 | 2月11日  | この一貫に、心を尽くす                       | すし職人 「天寿し」京町店店主                                                                                              | 天野功                             |
| 384 | 2月18日  | 笑わせたい男の、笑えない日々                 | 新喜劇座長 吉本新喜劇座長                                                                                                  | 小籔千豊                           |
| 385 | 2月25日  | 医療事故をなくせ、信念の歩み                 | 医師 名古屋大学医学部附属病院医療の質・安全管理部長                                                                        | 長尾能雅                           |
| 386 | 3月4日   | 踏み出す勇気、終わりなき革命                 | 杜氏 株式会社齋彌酒造店杜氏                                                                                                | 高橋藤一                           |
| 387 | 3月18日  | 迷わず進め、肝っ玉かあさん                   | 革製品修復職人 美靴工房 | 保科美幸                           |
| 388 | 4月2日   | 疾走、あんこ道                               | 菓子職人 株式会社栗処さいごう技術顧問                                                                                      | 小幡寿康                           |
| 389 | 4月9日   | 地域を守る、命の闘い                         | 救急医 八戸市立市民病院院長                                                                                                | 今明秀                             |
| 390 | 4月16日  | お尻から、人は変われる                       | 美尻トレーナー 株式会社ヴィーナスジャパン代表取締役社長                                                                    | 岡部友                             |
| 391 | 4月23日  | 王道×革新、2人のカレーSP                     | 1.「旧ヤム邸」オーナー 2.「トマト」オーナー                                                                                | 1.植竹大介 2.小美濃清              |
| 392 | 5月7日   | 我流、肉道                                   | 精肉店店主 株式会社サカエヤ代表取締役社長                                                                                  | 新保吉伸                           |
| 393 | 5月14日  | 俺は、人生をデザインする                     | 美容師 株式会社オーシャントーキョーグループ代表取締役                                                                      | 高木琢也                           |
| 394 | 5月21日  | 芸者として生きるということ                   | 芸者 | 赤坂育子                           |
| 395 | 5月28日  | 亡き人を悼み、魂をおくる                     | 納棺師 株式会社おくりびとアカデミー代表取締役                                                                              | 木村光希                           |
| 396 | 6月4日   | 食いしん坊の覚悟                             | 雑誌編集者 「dancyu」編集長                                                                                                | 植野広生                           |
| 397 | 6月11日  | 笑顔に、笑顔は集まる                         | メイド インフィニア株式会社執行役員                                                                                        | hitomi                             |
| 398 | 6月25日  | 腰痛治療 いまだ我、進化せり                  | 腰痛専門医 徳島大学病院整形外科長・第5代教授                                                                               | 西良浩一                           |
| 399 | 7月2日   | 世界一の掃除、さらなる高みへ                 | 清掃員 | 新津春子                           |
| 400 | 7月23日  | 家電の命、最後まで                           | 電器店主 今井電子サービス                                                                                                  | 今井和美                           |
| 401 | 7月30日  | 弱さに向き合い、強くなる                     | ジェラート職人 マルガージェラート代表取締役                                                                                | 柴野大造                           |
| 402 | 8月27日  | 神様じゃない だから、あきらめない            | 内科医 静風荘病院女性内科・女性外来医師・特別顧問                                                                          | 天野恵子                           |
| 403 | 9月3日   | その人らしさを見つめて 認知症ケアのプロSP    | 1.認知症介護 2.介護福祉士 3.介護施設経営者                                                                                 | 1.大谷るみ子 2.和田行男 3.加藤忠相 |
| 404 | 9月10日  | 満足したら、それで終わり                     | 医療器具開発者 レイクR&D株式会社会長                                                                                       | 西村幸                             |
| 405 | 9月17日  | 贈れば、希望が見えてくる                     | 外国人労働者支援NPO代表 NPO「移住者と連帯する全国ネットワーク」代表理事                                                    | 鳥井一平                           |
| 406 | 9月24日  | 命を削り、心を研ぐ                           | 包丁研ぎ職人 二葉商会 | 坂下勝美                           |
| 407 | 10月1日  | 至高の“点”、ここに極まれり                   | 料理人 「HAJIME」オーナーシェフ                                                                                            | 米田肇                             |
| 408 | 10月8日  | 伝説の家政婦、再び〜タサン志麻の新たな挑戦〜 | 家政婦 株式会社タスカジ登録ハウスキーパー                                                                                  | タサン志麻                         |
| 409 | 10月22日 | 幸せのひと皿、母の覚悟                       | ホテル総料理長 志摩観光ホテル総料理長                                                                                      | 樋口宏江                           |
| 410 | 10月26日 | 吉永小百合SP                                 | 映画俳優 | 吉永小百合                         |
| 411 | 10月29日 | あなたらしく、笑顔で生きて                   | 精神科医 信州大学医学部子どものこころの発達医学教室教授 信州大学医学部附属病院子どものこころ診療部部長                     | 本田秀夫                           |
| 412 | 11月5日  | ”誰かのため”なら、きっと走れる               | 芸能プロダクション社長 株式会社トップコート代表取締役                                                                      | 渡辺万由美                         |
| 413 | 11月12日 | モンスターの素顔                             | プロボクサー 世界3階級制覇王者                                                                                             | 井上尚弥                           |
| 414 | 11月19日 | 深海へ! 9日間の大冒険                        | 潜水調査船 有人潜水調査船                                                                                                  | しんかい6500                       |
| 415 | 11月26日 | 弁当人生 おいしさへの情熱は冷めず            | 料理人 「chioben」料理人                                                                                                   | 山本千織                           |
| 416 | 12月10日 | 大丈夫、その言葉が人を強くする               | 経営者 株式会社サンリオエンターテイメント代表取締役社長 サンリオピューロランド館長 NPO法人ハロードリーム実行委員会代表理事 | 小巻亜矢                           |

### 2020年代

#### 2020年
| 回  | 放送日   | サブタイトル                       | 職業 | プロ |
| --- | -------- | ---------------------------------- | --- | --- |
| 417 | 1月7日   | 答えは、子どもの中に               | 数学教師 栄光学園中学校・高等学校数学教員 「いもいも」主宰 | 井本陽久 |
| 418 | 1月14日  | 人を癒やし、人に癒やされる         | ひきこもり支援 「CVN」主催 ジャーナリスト | 石川清 |
| 419 | 1月21日  | 一匹一匹、一歩一歩                 | 獣医師 田園調布動物病院院長 | 多向健一 |
| 420 | 1月28日  | 魔性の花に、魅せられて             | 育種家 秋田国際ダリア園代表 日本ダリア会理事長 | 鷲澤幸治 |
| 421 | 2月4日   | 苦しいときも一緒に、だから…        | 虐待・貧困支援 「ゆずりは」所長 | 高橋亜美 |
| 422 | 2月18日  | 越前ガニの冬 人生を懸ける男たち    | 1.漁師 2.料理人 | 1.熊谷正数 2.大森幹夫                                                                                                |
| 423 | 2月25日  | 逆風下の“問題児”                   | 実業家 楽天株式会社代表取締役会長兼社長 | 三木谷浩史 |
| 424 | 3月3日   | 商売は縁と情熱で挑め 2020          | 百貨店バイヤー 大丸松坂屋百貨店北海道物産展専任バイヤー | 本田大助 |
| 425 | 3月10日  | 全力で、いってみよう!              | コメディアン | 萩本欽一 |
| 426 | 3月17日  | 人生よ、足元から輝け               | 靴磨き職人 株式会社BOOT BLACK JAPAN代表 「Brift Ḧ」代表 | 長谷川裕也 |
| 427 | 3月28日  | 本木雅弘SP                         | 俳優 | 本木雅弘 |
| 428 | 3月31日  | “夢の国”SP 知られざる、魔法の秘密  | 1.テーマパーク清掃 2.テーマパーク保守・点検 | 1.松本悦子 2.福貴田崇                                                                                                |
| 429 | 4月14日  | 自分のために、美しくなれ           | 美容家 「mnuit」主宰 | 神崎恵 |
| 430 | 4月21日  | 緊急企画!プロのおうちごはん        | 1.家政婦 2.洋食 3.青果店主 4.美尻トレーナー 5.中華料理人 6.お好み焼き職人                                                                                     | 1.タサン志麻 2.島田良彦 3.杉本晃章 4.岡部友 5.古田等 6.市居馨                                                        |
| 431 | 4月28日  | 緊急企画!危機と闘うプロたち        | 1.救急医 2.WHOシニアアドバイザー 3.元ラグビー日本代表ヘッドコーチ 4.バイオリニスト 5.ウイルス学者 6.プロレスラー 7.地方公務員 8.経営者 9.料理人 10.生花店店主 | 1.今明秀 2.進藤奈邦子 3.エディー・ジョーンズ 4.樫本大進 5.高田礼人 6.内藤哲也 7.くまモン 8.小巻亜矢 9.米田肇 10.東信 |
| 432 | 5月12日  | 緊急企画プロのおうちごはん第2弾    | 1.カレー店主 2.パン職人 3.天ぷら職人 4.洋菓子職人 5.フレンチシェフ                                                                                            | 1.植竹大介 2.竹内久典 3.早乙女哲哉 4.橫溝春雄 5.岸田周三                                                             |
| 433 | 5月19日  | 緊急企画プロのおうちごはん第3弾    | 1.家政婦 2.焼き鳥店主 3.ショコラティエ 4.鮮魚店主 5.茶師 6.ジェラート職人                                                                                     | 1.タサン志麻 2.池川義輝 3.三枝俊介 4.松本秀樹 5.前田文男 6.柴野大造                                                  |
| 434 | 5月26日  | 緊急企画プロのおうちごはん第4弾    | 1.料理家 2.日本料理人 3.料理人 4.美尻トレーナー 5.フレンチシェフ 6.パティシエ                                                                                 | 1.栗原はるみ 2.山本征治 3.米田肇 4.岡部友 5.小林圭 6.杉野英実                                                        |
| 435 | 6月2日   | 餅ばあちゃんの物語                 | 菓子職人 笹餅屋 | 桑田ミサオ |
| 436 | 6月9日   | 革命は、地方から起こす             | 編集者 株式会社自遊人代表取締役 | 岩佐十良 |
| 437 | 6月16日  | 逆境を、強さに変える               | 陸上選手 | 山縣亮太 |
| 438 | 6月30日  | たかがお好み焼き、されどお好み焼き | お好み焼き職人 「いっちゃん本店」店長 | 市居馨 |
| 439 | 7月7日   | コンプレックスを、カワイイに       | ヘアーメークアップアーティスト | イガリシノブ |
| 440 | 7月14日  | ぶれず、おごらず、侮らず           | 洋食店主 「ぽん多本家」店主 | 島田良彦 |
| 441 | 7月21日  | はだしの船長、新たな海へ           | 釣り船船長 「新海」船長 | 田代誠一郎 |
| 442 | 7月28日  | 闘いは、始まったばかり             | 感染症専門医 奈良県立医科大学附属病院感染症センター長 | 笠原敬 |
| 443 | 8月4日   | 水の王者、答えなき闘い             | 競泳選手 ブリヂストン所属 | 萩野公介 |
| 444 | 8月10日  | 石川佳純SP                         | プロ卓球選手 全農所属 | 石川佳純 |
| 445 | 8月18日  | プロのおうちごはん夏スイーツSP     | 1.家政婦 2.フレンチシェフ 3.中華料理人 4.バーテンダー 5.パティシェ 6.ショコラティエ                                                                           | 1.タサン志麻 2.岸田周三 3.古田等 4.岸久 5.杉野英実 6.三枝俊介                                                        |
| 446 | 8月25日  | 本木雅弘未公開SP                   | 俳優 | 本木雅弘 |
| 447 | 9月1日   | 不屈のレジェンド                   | プロ車いすテニス選手 | 国枝慎吾 |
| 448 | 9月8日   | 内村航平、王者の決断               | 体操選手 リンガーハット所属 | 内村航平 |
| 449 | 9月15日  | 力を合わせ、一歩、前へ             | 労働組合運営 「派遣ユニオン」書記長 | 関根秀一郎 |
| 450 | 9月22日  | 黒柳徹子との10日間                 | 女優 ユニセフ親善大使 | 黒柳徹子 |
| 451 | 9月29日  | 泣けど、ボヤけど、闘う者たち       | 1.美容師 2.クラブ経営 3.新喜劇座長 | 1.高木琢也 2.白坂亜紀 3.小籔千豊                                                                                     |
| 452 | 10月6日  | 生かし、生かされ、生きていく       | 魚仲買人 株式会社さかな人代表取締役 | 長谷川大樹 |
| 453 | 10月13日 | 当たり前が、当たり前であるために   | 路線バス運転手 箱根登山バス小田原営業所指導主任 | 大森透 |
| 454 | 10月20日 | 非行の根っこに寄り添う             | 少年育成指導官 福岡県警察本部少年課北九州サポートセンター係長                                                                                                 | 堀井智帆 |
| 455 | 10月27日 | 求められて、私は輝く               | タレント | 田中みな実 |
| 456 | 11月10日 | 空と大地と羊と共に                 | 羊飼い 「羊まるごと研究所」所長 | 酒井伸吾 |
| 457 | 11月24日 | 心震わす、一皿のために             | 中国料理人 「茶禅華」エグゼクティブシェフ | 川田智也 |
| 458 | 12月1日  | 自分を拾う、夢を運ぶ               | ゴミ収集員 武松商事株式会社管理職ドライバー | 岳裕介 |
| 459 | 12月8日  | 限りない探究心が、謎を解く         | 文化財復元 日本画家 | 馬場良治 |
| 460 | 12月15日 | 一匹狼の、一発勝負                 | イタリアンシェフ 「プリズマ」オーナーシェフ | 斎藤智史 |

#### 2021年
| 回  | 放送日   | サブタイトル                         | 職業 | プロ                                                                                         |
| --- | -------- | ------------------------------------ | --- | -------------------------------------------------------------------------------------------- |
| 461 | 1月5日   | 恐れずに、つま先立ちで               | 芸術監督 新国立劇場バレエ団舞踊芸術監督                                                                          | 吉田都                                                                                       |
| 462 | 1月12日  | タサン志麻おうちごはんSP             | 家政婦 | タサン志麻                                                                                   |
| 463 | 1月19日  | 人犬一体、山野を駆ける               | 災害救助犬訓練士 人吉警察犬訓練所所長                                                                            | 開田宏                                                                                       |
| 464 | 1月26日  | おうち時間を楽しく!プロの極意        | 1.清掃員 2.革製品修復職人 3.美容家 4.珈琲店マスター 5.ブランドプロデューサー 6.生花店主 7.シンガーソングライター | 1.新津春子 2.保科美幸 3.神崎恵 4.田口護 5.柴田陽子 6.東信 7.スガシカオ                       |
| 465 | 2月2日   | あのプロに人生相談?!ドッキリ緊急企画 | 1.美容家 2.自動車整備士 3.卓球選手 4.芸術監督 5.腰痛専門医 6.経営者 7.クリーニング師 8.包丁研ぎ職人 9.美容師     | 1.神崎恵 2.小山博久 3.石川佳純 4.吉田都 5.西良浩一 6.小巻亜矢 7.古田武 8.坂下勝美 9.高木琢也 |
| 466 | 2月9日   | 人生の“最強”サポーターであれ         | 鍼灸師 スポーツトレーナー OSIN代表                                                                               | 大髙茂                                                                                       |
| 467 | 2月16日  | 誰にでもできることを、とことん       | 布団職人 「綿匠 新貝ふとん店」店主                                                                               | 新貝晃一郎                                                                                   |
| 468 | 3月2日   | 立ち止まるな、種はいつか実る         | 野菜バイヤー | 小堀夏佳                                                                                     |
| 469 | 3月16日  | 一節入魂、己を込める                 | 鰹節職人 株式会社金七商店代表                                                                                    | 瀬﨑祐介                                                                                     |
| 470 | 3月22日  | 庵野秀明SP                           | 映画監督 株式会社カラー代表取締役社長 NPO法人アニメ特撮アーカイブ機構理事長                                      | 庵野秀明                                                                                     |
| 471 | 3月24日  | サンドウィッチマンSP                 | お笑い芸人 | サンドウィッチマン                                                                           |
| 472 | 3月30日  | 志村が最後に見た夢                   | コメディアン | 志村けん                                                                                     |
| 473 | 4月6日   | クイズ、最高の一問                   | クイズ作家 構成作家                                                                                              | 矢野了平 日髙大介                                                                            |
| 474 | 4月13日  | 笑いの鬼は、笑えない                 | お笑い養成所講師 吉本総合芸能学院講師                                                                            | 本多正識                                                                                     |
| 475 | 4月20日  | 笑顔をうつす、ひとしずく             | ワイン醸造家 Kisvin Winery醸造責任者                                                                             | 斎藤まゆ                                                                                     |
| 476 | 4月27日  | 令和のシンデレラストーリー           | ユーチューバー                                                                                                   | 竹脇まりな                                                                                   |
| 477 | 5月11日  | 鍛えてこそ、本物になる               | 刀鍛冶 無鑑査刀匠                                                                                                | 吉原義人                                                                                     |
| 478 | 5月18日  | “1分の1”の荷物に、思いを込めて       | 宅配ドライバー ヤマト運輸セールスドライバー                                                                      | 永澤康太                                                                                     |
| 479 | 5月25日  | 心よ、壁を越えてゆけ                 | 夜間中学教師 千代田区立神田一橋中学校主任教諭                                                                    | 入江陽子                                                                                     |
| 480 | 6月1日   | その出会いが、未来を変える           | 販売員 株式会社売れる売れる研究所代表取締役                                                                      | 橋本和恵                                                                                     |
| 481 | 6月8日   | 老兵は、去るや去らざるや             | 司会者・タレント                                                                                                 | 小倉智昭                                                                                     |
| 482 | 6月15日  | 作ることが、生きること               | 陶芸家 | 辻村史朗                                                                                     |
| 483 | 6月22日  | サンドウィッチマン未公開SP           | お笑い芸人 | サンドウィッチマン                                                                           |
| 484 | 6月29日  | “愚か者”が、道を作る                 | マラソンランナー                                                                                                 | 大迫傑                                                                                       |
| 485 | 7月6日   | 逆境を乗り越える5つの流儀            | 1.卓球 2.体操 3.車いすテニス 4.競泳 5.陸上                                                                       | 1.石川佳純 2.内村航平 3.国枝慎吾 4.萩野公介 5.山縣亮太                                       |
| 486 | 7月13日  | 人生、遠回りも悪くない               | パティシエ 「コンフィズリー エスパス・キンゾー」オーナーパティシエ                                               | 西原金蔵                                                                                     |
| 487 | 9月7日   | 問い続けるは、己の進化               | すい臓外科医 名古屋セントラル病院院長 名古屋大学名誉教授                                                         | 中尾昭公                                                                                     |
| 488 | 9月14日  | マグロも男も、止まれない             | クロマグロ養殖                                                                                                   | 福島和彦                                                                                     |
| 489 | 9月21日  | 旗じいちゃんの生きる道               | 交通誘導警備員 日本綜合警備株式会社社員                                                                          | 上野敏夫                                                                                     |
| 490 | 9月28日  | 一瞬に、心を込めて                   | 空港グランドスタッフ 全日本空輸羽田空港グランドスタッフ                                                          | 中山弓子                                                                                     |
| 491 | 10月5日  | 新型コロナ治療、最前線の闘い         | 集中治療医 医療法人社団康幸会かわぐち心臓呼吸器病院理事長・院長 NPO法人日本ECMOnet理事長                         | 竹田晋浩                                                                                     |
| 492 | 10月12日 | 心をこめる、人形を生きる             | 人形操演 | 山田はるか                                                                                   |
| 493 | 10月19日 | 自分を変えることは無限               | 依存症回復支援 NPO法人潮騒ジョブトレーニングセンター理事長                                                       | 栗原豊                                                                                       |
| 494 | 11月2日  | 決して、ひとりにはさせないから       | 保健師 大阪市城東区保健福祉課保健活動グループ担当係長                                                            | 小川理乙子                                                                                   |
| 495 | 11月9日  | 人生は、終わりなき、答え合わせ       | 造園職人 株式会社エコ.グリーン設計代表取締役                                                                     | 小林徹                                                                                       |
| 496 | 11月16日 | 泣いて、笑って、おしゃれして         | スタイリスト AMARC主宰                                                                                           | 大草直子                                                                                     |
| 497 | 11月30日 | 85歳、職人の夢                       | 旋盤職人 有限会社岩井製作所代表取締役                                                                            | 岩井仁                                                                                       |
| 498 | 12月6日  | 田中将大SP2021                       | プロ野球選手 東北楽天ゴールデンイーグルス所属                                                                    | 田中将大                                                                                     |
| 499 | 12月7日  | 17音、言葉の力を信じて               | 俳人 | 夏井いつき                                                                                   |
| 500 | 12月14日 | 愛を信じて、生きていく               | ウエディングプランナー REVE&Co.代表                                                                              | 佐伯恵里                                                                                     |

#### 2022年
| 回  | 放送日   | サブタイトル                               | 職業                                                                                       | プロ                                                                                      |
| --- | -------- | ------------------------------------------ | ------------------------------------------------------------------------------------------ | ----------------------------------------------------------------------------------------- |
| 501 | 1月4日   | 思い込みを捨て、“思い”を拾う               | 雑誌編集長 「ハルメク」編集長                                                              | 山岡朝子                                                                                  |
| 502 | 1月11日  | 伝統を紡ぐ、革新を織る                     | 織物職人 株式会社細尾 工房長                                                               | 金谷博                                                                                    |
| -   | 1月18日  | となりのプロフェッショナル 推し活の流儀    | -                                                                                          | -                                                                                         |
| -   | 2月1日   | となりのプロフェッショナル あなたの流儀は? | 1.ブライダルエステティシャン 2.飴細工師 3.ファッションデザイナー 4.イラストレーター 5.歌手 | 1.石山亜実 2.手塚新理 3.小泉智貴 4.フォクシー イラストレーションズ 5.ギャランティーク和恵 |
| 503 | 2月22日  | ロープ1本で、世界の平和を守る              | 土木技術者 株式会社特殊高所技術 取締役技術部長                                             | 山口宇玄                                                                                  |
| 504 | 3月1日   | 究極の歌姫                                 | バーチャルシンガー                                                                         | 初音ミク                                                                                  |
| 505 | 3月8日   | 命を懸けて、命を巡らす                     | わな猟師 寿司割烹「竹染」代表                                                              | 片桐邦雄                                                                                  |
| 506 | 3月15日  | ここが、私の居場所                         | 社会起業家 認定NPO法人Homedoor理事長                                                       | 川口加奈                                                                                  |
| 507 | 5月3日   | 小栗旬SP                                   | 俳優                                                                                       | 小栗旬                                                                                    |
| 508 | 5月27日  | 極北のラストサムライ                       | 脳神経外科医 社会医療法人禎心会 札幌禎心会病院院長代行・脳卒中センターセンター長           | 谷川緑野                                                                                  |
| 509 | 6月24日  | ”普通”を極めし、その先に                   | 料理人 「浜作」店主                                                                        | 森川裕之                                                                                  |
| 510 | 7月27日  | 出川哲朗という道                           | リアクション芸人                                                                           | 出川哲朗                                                                                  |
| 511 | 9月7日   | 半分の自信                                 | 俳優                                                                                       | 藤原竜也                                                                                  |
| 512 | 9月30日  | 神様は、捨てず放らず                       | 焼き肉店従業員 「スタミナ苑」スタッフ                                                      | 豊島雅信                                                                                  |
| 513 | 10月28日 | 不器用な覚悟                               | コント師                                                                                   | 東京03                                                                                    |
| 514 | 12月15日 | 本当の強さ                                 | プロボクサー                                                                               | 井上尚弥                                                                                  |
| 515 | 12月20日 | YOSHIKI SP                                 | アーティスト                                                                               | YOSHIKI                                                                                   |

#### 2023年
| 回  | 放送日   | サブタイトル                                    | 職業                                                                                       | プロ                              |
| --- | -------- | ----------------------------------------------- | ------------------------------------------------------------------------------------------ | --------------------------------- |
| 516 | 1月13日  | 縁の下の幸福論                                  | 校正者 「ぼっと舎」代表                                                                    | 大西寿男                          |
| 517 | 2月9日   | 時代を歌う、私を歌う、未来を歌う                | シンガーソングライター                                                                     | さだまさし                        |
| 518 | 2月27日  | 平凡な日常は、油断ならない                      | 歌人                                                                                       | 俵万智                            |
| 519 | 4月26日  | 名も無きエース、瀬戸際の攻防                    | 麻薬取締官                                                                                 | X                                 |
| 520 | 5月9日   | 小さな願いが届くまで                            | チャイルド・ライフ・スペシャリスト 名古屋大学医学部附属病院小児がん治療センター            | 佐々木美和                        |
| 521 | 6月7日   | 魚屋の誇り、情熱の一尾                          | 鮮魚店店主 株式会社サスエ前田魚店店主                                                      | 前田尚毅                          |
| 522 | 6月28日  | 旅する家族、春をつなぐ                          | 養蜂家 株式会社藤井養蜂場代表取締役社長                                                    | 藤井髙治                          |
| 523 | 7月26日  | 託された道を、まっすぐに                        | 小児心臓外科医 京都府立医科大学小児心臓血管外科特任教授 東京慈恵会医科大学心臓外科客員教授 | 山岸正明                          |
| 524 | 10月4日  | 教えてくれるのは、いつも子どもたち              | 少年野球監督 多賀少年野球クラブ監督 国家公務員                                             | 辻正人                            |
| 525 | 9月27日  | ふたりのキネマ                                  | 1.映画監督 2.映画俳優                                                                      | 1.山田洋次 2.吉永小百合           |
| SP  | 10月23日 | アニメヒーローインタビュー エレン・イェーガーSP | 調査兵団・兵士                                                                             | エレン・イェーガー（声 - 梶裕貴） |
| 526 | 10月25日 | 直径7センチの、小宇宙                           | おもちゃ開発者 株式会社バンダイベンダー事業部企画・開発第一チームプロデューサー            | 誉田恒之                          |
| 527 | 12月16日 | 宮崎駿SP ジブリと宮﨑駿の2399日                 | 映画監督                                                                                   | 宮崎駿                            |
| 528 | 12月19日 | 壁が、壁でなくなるように                        | 研究者 メディアアーティスト                                                                | 落合陽一                          |

#### 2024年
| 回  | 放送日   | サブタイトル                          | 職業                                                                      | プロ                             |
| --- | -------- | ------------------------------------- | ------------------------------------------------------------------------- | -------------------------------- |
| 529 | 1月31日  | 心までをも、つなげてこそ              | 再建外科医                                                                | 山本匠                           |
| 530 | 3月11日  | 能登のプロフェッショナルたち 不屈の器 | 1.漆器工房代表 2.ジェラート職人 3.能登杜氏                                | 1.桐本泰一 2.柴野大造 3.農口尚彦 |
| 531 | 5月2日   | SP 世界を、子どもの目で見てみたら     | 漫画家                                                                    | 青山剛昌                         |
| 532 | 6月7日   | 思いを繕う、私を裁つ                  | 靴修理職人 ハドソン靴店店主                                               | 村上塁                           |
| 533 | 7月5日   | 見えない未来を見つめる勇気            | 建築家 株式会社オープン・エー代表取締役                                   | 馬場正尊                         |
| 534 | 8月21日  | がん治療のライジングサン              | 呼吸器外科医 トロント大学外科教授                                         | 安福和弘                         |
| 535 | 9月20日  | 私の肩書き                            | 俳優                                                                      | 夏木マリ                         |
| 536 | 10月18日 | バンカーの正義                        | 銀行員 みずほフィナンシャルグループ/みずほ銀行 エグゼクティブアドバイザー | 大櫃直人                         |
| 537 | 11月27日 | 一粒青々、己を込める                  | 米農家 株式会社関農園代表取締役                                           | 関智晴                           |
| 538 | 12月30日 | 橋本環奈SP                            | 俳優                                                                      | 橋本環奈                         |

#### 2025年
| 回  | 放送日  | サブタイトル           | 職業                                                                  | プロ         |
| --- | ------- | ---------------------- | --------------------------------------------------------------------- | ------------ |
| 539 | 2月14日 | 自由の、その先に       | バレエダンサー パリ・オペラ座バレエ団エトワール                       | オニール八菜 |
| 540 | 2月17日 | 心に火を、ともに未来を | チーフ・ベースボール・オフィサー（CBO） 北海道日本ハムファイターズCBO | 栗山英樹     |
| 541 | 3月20日 | アフリカ 希望に駆ける  | 小児科医・障害児支援 シロアムの園代表                                 | 公文和子     |
| 542 | 調整中  | NHKより調整            | この回は544に調整                                                     |              |
| 543 | 6月30日 | エースは何度でも跳ぶ   | バレーボール選手 シル・サフェーティ・ペルージャ所属                   | 石川祐希     |
| 544 | 8月26日 | 音を置く、曲が在る     | 音楽家 ソロユニット「agraph」                                         | 牛尾憲輔     |

## スピンオフ
TEAM 最高の自分になれる場所
- 2012年9月17日に放送された、当番組の制作班が新たに企画したドキュメンタリー。プロフェッショナルが一人にスポットを当てるのに対し、TEAMでは複数構成によるチームにスポットを当てる。ナレーションも通常と異なり、長谷川博己が担当、パナソニックの美容家電チーム「Panasonic Beauty 美容部」を扱った。

## ナレーター
- 橋本さとし[12]
- 貫地谷しほり
- 趣里（476回、貫地谷の代演[13]）
- 天海祐希（となりのプロフェッショナル）
- 上白石萌音（515回）
- 石田ゆり子（527回）
- 高山みなみ（SP）

## テーマ曲
- 主題歌：kōkua（コクア）「Progress」
- 挿入歌：村井秀清
- 挿入歌：kōkua（コクア）「夢のゴール」[14]

## 他番組でのパロディ
特記のないものは全てNHK。
- 『サラリーマンNEO』 - 「サラリーマン 遊びの流儀」
  - この番組のタイトルを拝借したミニドキュメントコーナーである。
  - またこの番組では、住吉がコントに出演した際、黒い背景に発言を表示し「ポーン」という音を鳴らす当番組の演出が使われた。
- 『空から日本を見てみよう』（テレビ東京） - 「くもフェッショナル」
  - この番組で取上げるような人を発見した場合にパロディとして取り上げることもあった。
- 『笑・神・降・臨』 - 「アマフェッショナル バイトの流儀」
  - 2009年4月6日放送回。同番組で披露された次長課長のコントで、実際に本番組で使用されるスタジオで撮影が行われ、住吉アナも出演した。河本準一が茂木、井上聡がやる気のないフリーターに扮するコントである。井上が本番組のファンということで実現されたものである。
- 『めちゃ×2イケてるッ!』（フジテレビ）
  - 「プロフェッショナル? エスパーの流儀」
    - 2008年8月9日放送回。エスパー伊東の過去の映像の軌跡を辿るという内容。

  - 「プロフェッショナル めちゃイケの流儀」
    - 2010年2月27日放送回。同番組メインのナインティナイン・岡村隆史に3ヶ月密着したフェイクドキュメンタリー。岡村が規制が強まるバラエティ番組での新たな表現を模索するという内容である（詳細はめちゃ×2イケてるッ!#岡村涙の苦情ゼロSPを参照）。なお、岡村は2015年10月26日放送分に出演している。
- 『トリビアの泉 へぇへぇの種で大満開 久しぶりにやったらギネスまでとっちゃったよSP』（フジテレビ） - 「プロフェッショナル わんこの流儀」
  - 2010年2月27日放送回。フジテレビ系の番組『めざましテレビ』で放送されているコーナー「きょうのわんこ」を開始以来担当しているディレクター2人の仕事振りに1日密着した内容である。
- 『ミュージャック』（関西テレビ） - 「プロフェッショナル アイドルの流儀」
  - 2010年5月27日放送回。この日のゲストである真野恵里菜とスマイレージの仕事ぶりに密着した内容。
- 『WALKING EYES アルクメデス』 - 「プロフェッショナルゆえに 〜解答者の流儀〜」
  - 2010年9月23日放送回、架空の果物農家・柏田正也（顔田顔彦）が登場する、フェイクドキュメンタリー形式のなぞなぞ。
- 『SMAP×SMAP』（関西テレビ・フジテレビ） - 「スマフェッショナル カニ蔵の流儀」
  - 2010年11月1日放送回。香取慎吾が演じるキャラクター・市川カニ蔵がインタビューを受ける内容のコント。
- 『リンカーン』（TBS） - 「プロフェッショナル 蛍原の流儀」
  - 2010年11月23日放送回。お笑いコンビ雨上がり決死隊の蛍原徹を特集した企画「ミステリー芸人蛍原徹を解き明かせ 蛍ちゃん研究会」内で放送された。蛍原のある1日に密着した内容。
- 『ヤマサキパン』（フジテレビ） - 「ゲストの流儀〜“だまされた!”と思ってやってみて〜」
  - テーマソングが同じ。ゲストの流儀を紹介し、山﨑夕貴（フジテレビアナウンサー）が体験する企画。
- 『ピラメキーノG』（テレビ東京） - 「ピラフェッショナル 子役の流儀」
  - 2011年1月28日、2月4日放送回。子役タレントの私生活に密着した内容。
- 『シルシルミシル』（テレビ朝日） - 「プロフェッショナル 野鳥の流儀」
  - 2011年2月16日放送回。日本野鳥の会東京支部の探鳥会、および幹事に密着。
- 『サンデージャポン』（TBS） - 「ジャポフェッショナル〜私事の流儀〜」
  - 2011年6月26日放送回。 テーマ曲に「Progress」を使用し、演出も似せている。女性パフォーマンス集団・あやまんJAPANの「全国遠征試合」（ライブツアー）に密着した。
- 『スター姫さがし太郎』（テレビ東京） - 「ミルキッショナル アイドルの流儀」
  - 2011年7月16日放送回。NMB48の渡辺美優紀に密着。
- 『スッキリ!!』（日本テレビ） - 「山ちゃんの仕事の流儀とは?」
  - 2011年10月24日放送回。「クイズッス」のコーナーにて放送された。テーマ曲に「Progress」を使用し、演出も似せている。南海キャンディーズが出演する「パイレーツ・オブ・カリビアン/生命の泉」Blu-ray Disc発売のCM撮影に密着した（山ちゃんが、格好良く撮ってほしいとスタッフにお願いしたらプロフェッショナル風になった）。
- 『シルシルミシルさんデー』（テレビ朝日） - 「ソロバン 作りの流儀」
  - 2012年1月15日放送回。「全国ニッポン1視察」のコーナーで放送。テーマ曲に「Progress」を使用し、演出も若干似せている。4人のそろばん職人の作業に密着。
- 『ノブナガ』（CBC） - 「ノブフェッショナル」
  - 2012年2月25日放送回。「ウェブナガ」のコーナーで放送。テーマ曲に「Progress」を使用し、演出も若干似せている。ド素人ながら売上を2倍に伸ばし、店の危機を救った風俗店経営者に成功秘話を聞いた。
- 『くせになるややこしさ ブラックマヨネーズのハテナの缶詰』（読売テレビ） - 「アホのプロフェッショナル 坂田利夫の一日」
  - 2012年12月21日放送回。ゲストの坂田利夫のある1日に密着した内容で、テーマ曲に「Progress」を使用し、演出も似せている。
- 『女の子宣言!アゲぽよTV』（毎日放送） - 「プロフェッショナル アゲぽよの流儀」
  - 2013年1月23日放送回。アゲぽよガールズの立花理香と徳山望のある1日に密着した内容で、テーマ曲に「Progress」を使用し、演出も似せている。なお徳山は同日の放送で番組を卒業した。
  - 2013年10月9日放送回。アゲぽよガールズの納富有沙の『MBSうたぐみ Smile×Songs』初回放送分に密着した内容で、テーマ曲に「Progress」を使用し、演出も似せている。
- 『TV60 NHK×日テレ 60番勝負・日本テレビ開局60年特別番組 日テレ×NHK 60番勝負』（NHK・日本テレビの共同制作）
  - 2013年2月1日の深夜（2日未明）の放送回（番組送出はNHK側）。両局の若手ディレクターが互いの局の長寿番組『NHKのど自慢』・『欽ちゃん&香取慎吾の全日本仮装大賞』の制作現場に参加する「交換留学」企画が行われ、NHK側で制作した内容は同局のディレクターが『欽ちゃん&香取慎吾の全日本仮装大賞』の制作現場に参加し、その仕事に密着するというものである（「プロフェッショナル 仮装の流儀」）。橋本のナレーションおよびテーマ曲の「Progress」を使用し、演出も完全に本家の当番組を踏襲している（日テレ側は『はじめてのおつかい』の演出を踏襲）。
  - 翌2月2日の深夜（3日未明）の放送回（番組送出は日テレ側）。両局が互いの局舎内を取材する「局内潜入」企画が行われ、NHK側で制作した内容は、はに丸（おーい!はに丸）とゴン太（できるかな）がはいだしょうこの先導で日テレ汐留本社に潜入し、局内を散策するものである。その中で、当時局長代理を勤めていた菅賢治（2014年3月31日付で退職）が登場している部分に、徳田章（NHKアナウンサー）によるナレーションで当番組の演出が使われた（日テレ側は『スッキリ!!』レポーターの阿部祐二がNHK放送センターに潜入した）。
- 『35周年スペシャル 復活!サザンオールスターズの流儀』
  - 2013年8月9日に放送。制作は本番組の制作班ではない[15]。ただし、タイトルも本番組に似せており、ナレーション（橋下・貫地谷）及びSEは本番組の物をそのまま使用している。
- 『秘密結社鷹の爪MAX』 - 「プロフェッショなりぃ～!!」
  - 2014年5月24日放送の第08話。
- 『世界の果てまでイッテQ!』（日本テレビ）
  - 「プロフェッショナル 出川の流儀」
    - 2014年7月20日に放送。出川哲朗による「人間水切り」への挑戦にて、テーマ曲に「Progress」を使用し、窪田等によるナレーションでパロディが放送された。なお、出川は2022年7月27日放送分にて実際に密着された。

  - 「プロフェッショナル 手越の流儀」
    - 2014年8月17日に放送。手越祐也による「ダムのクライミングに挑まない理由」にて、テーマ曲に「Progress」を使用し、パロディが放送された。
- 『乃木坂工事中』（テレビ愛知） - 「ノギフェッショナル 新内の流儀」
  - 2015年8月10日に放送。乃木坂46とOLを兼任する新内眞衣のOL業に密着。
- ダウンタウンのガキの使いやあらへんで!!『絶対に笑ってはいけない名探偵24時・完全版未公開シーン』（日本テレビ系） - 「プロ・フェッショナル 仕事の流儀」[注 53]
  - 2016年1月4日に放送。テーマ曲に「Progress」が使われた。内容は、ジミー大西が「ミュージカル アニィー」のレッスンするという設定。
- 『コンフィデンスマンJP』（フジテレビ） - 「ザ・オンフィクショナル 仕事の行儀」
  - 2018年5月7日放送の第5話。
- 『有田P おもてなす』 - 「セミプロフェッショナル バイトの流儀」
  - 2018年7月28日に放送。フルーツポンチ・村上健志が居酒屋バイトリーダーを演じるパロディコント。本田圭佑や鬼束ちひろを取り上げた回の台詞が引用されている。
- 『ビットワールド』 - 「超プロフェッショナル 仕事の決まり」
  - 2019年4月5日放送回。
- 『新幹線変形ロボ シンカリオン』（TBS） - 「超仕事人 プロの流儀」
  - 2019年5月11日放送の第69話。
- 『日向坂で会いましょう』（テレビ東京） 
  - 2019年7月1日に放送。ロケ内の休憩時間にコーヒーを飲むオードリー・春日俊彰を写した場面で、当番組のオープニングのパロディが行われた。テーマ曲「Progress」を使用。
- 『ラブライブ!スーパースター!!』 - 「オニフェッショナル 仕事の流儀」
  - 2023年4月1日にYouTubeで期間限定配信。ラブライブ!スーパースター!!からLiella!によるパロディドキュメント。株式会社オニナッツで開かれている新入社員・絵森彩が先輩社員のギャラクシー展に心を奪われ、自分もそんな企画を実現したいと奮闘していく。エイプリルフールの企画であり、4月1日の23時59分までの期間限定配信となった。

## 出版物
- 書籍版
  - 「プロフェッショナル」シリーズ全15巻
  - 「勝負の決断はこうして下せ!」
  - 「失敗の数だけ、人生は楽しい」
  - 「きのうの自分をこえてゆけ」
  - 「ワンクリックで、世界を驚かせ」
  - 「人事を尽くして、鬼になる」
  - 「あえて、困難な道を行け」
  - 「リーダーは、太陽であれ」
  - 「明日から使える仕事術」

以上の作品は全て茂木著、NHK番組制作班編 NHK出版
  - 「ディレクターズ ノート もうひとつのプロフェッショナル」 NHK番組制作班編 光文社
  - 「プロフェッショナルの言葉」 NHK番組制作班編 幻冬舎
  - 「 プロフェッショナル 仕事の流儀 2008-2009」 NHK番組制作班編 ポプラ社
- コミックス版
  - 「『医療』の現場に立つ者たち」
  - 「『勝負』に挑む者たち」
  - 「『信念』の男たち」

以上の作品は全てNHK番組制作班編 イースト・プレス
- 新書版
  - 「NHK新生活人新書 プロフェッショナルたちの脳活用法1・2」（茂木著、NHK番組制作班編） NHK出版
- DVD版
  - 番組の各エピソードを収録した全6期（各10巻）
  - 「茂木健一郎の脳活用法スペシャル」
  - 「宮崎駿の仕事」

以上の作品は全てNHKエンタープライズ